# Universo Estendido DC
O Universo Estendido DC (em inglês: DC Extended Universe - DCEU) é uma franquia de mídia americana e um universo compartilhado centrado em uma série de filmes de super-heróis e séries de televisão produzidos pela DC Studios e distribuídos pela Warner Bros. Pictures, contendo filmes baseados em personagens que aparecem nas revistas em quadrinhos publicados pela DC Comics. O DCEU também inclui histórias em quadrinhos, curtas-metragens, romances e jogos eletrônicos. Como o Universo DC original nas histórias em quadrinhos, o DCEU foi estabelecido cruzando elementos comuns da trama, configurações, elenco e personagens.
A Warner Bros. tinha planos de reunir vários super-heróis da DC Comics em filmes desde 2002, quando Wolfgang Petersen foi escalado para dirigir um crossover das franquias de filmes Superman e Batman. Depois que um filme planejado da Liga da Justiça foi suspenso em 2008 e os planos iniciais do universo foram descartados devido à decepção crítica e comercial do filme Lanterna Verde de 2011, a Warner Bros. estabeleceu esse universo compartilhado em 2013.
O DCEU começou com o filme Man of Steel (2013), uma reinicialização da série de filmes do Superman, seguido por Batman v Superman: Dawn of Justice (2016), que serviu como uma reinicialização da série de filmes do Batman. Esses filmes foram seguidos por mais de uma dúzia de filmes, e foi expandido para incluir séries de televisão para o serviço de streaming HBO Max em 2022, começando com Peacemaker. Após a reestruturação da DC Studios e a nomeação de James Gunn e Peter Safran em 2022, a franquia chegará ao seu derradeiro fim com o lançamento de Aquaman 2: O Reino Perdido e em 2025 será substituida pelo DCU, um novo universo compartilhado dos peronagens da DC.
O DCEU é a oitava franquia de filmes de maior bilheteria de todos os tempos, tendo arrecadado mais de US$ 7,2 bilhões nas bilheterias globais. Seu filme de maior bilheteria, Aquaman, arrecadou mais de US$ 1,15 bilhão em todo o mundo e se tornou o filme baseado na DC Comics de maior bilheteria até hoje. A recepção da franquia geralmente foi mista entre críticos e fãs.

## Desenvolvimento

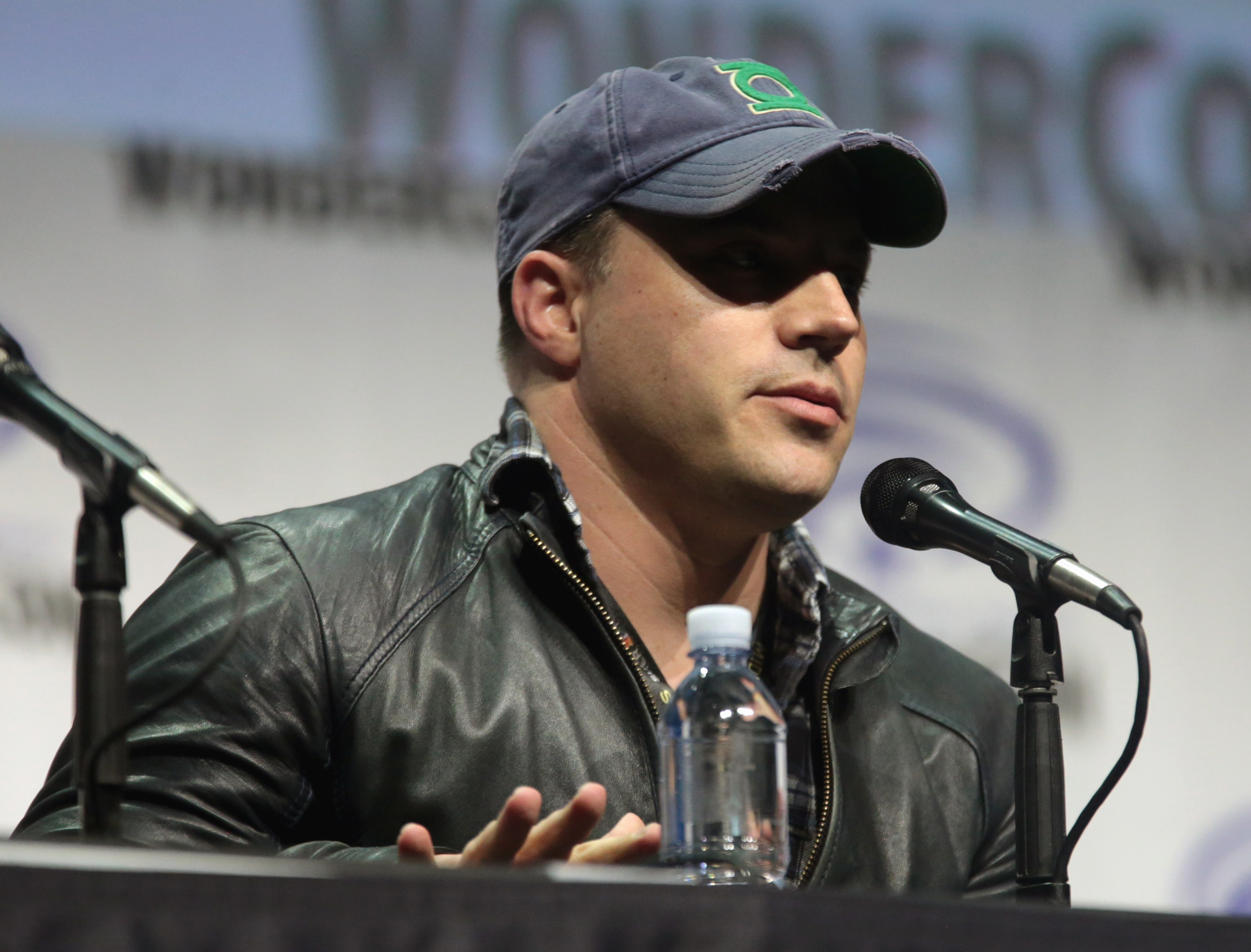
Geoff Johns promovendo os projetos da DC Comics no cinema na WonderCon de 2017

Em 2002, Wolfgang Petersen foi definido para dirigir um filme de Batman vs Superman com um roteiro de Akiva Goldsman. A Warner Bros. cancelou o desenvolvimento para se concentrar em projetos individuais de Superman e Batman depois que J. J. Abrams apresentou outro rascunho para o projeto Superman: Flyby. Em fevereiro de 2007, a Warner Bros contratou marido e esposa Michele e Kieran Mulroney para escrever um roteiro para um filme da Liga da Justiça. Christian Bale, que estrelou como Batman em Batman Begins (2005), não foi abordado para reprisar o papel, nem Brandon Routh, que estrelou como Superman em Superman Returns (2006). George Miller foi contratado para dirigir o filme intitulado Liga da Justiça Mortal. O projeto foi colocado em espera indefinida em janeiro de 2008, depois de não ter garantido incentivos fiscais para filmagens na Austrália, assim como a Greve dos roteiristas dos Estados Unidos de 2007-2008 impedindo o progresso no roteiro.
Warner Bros. tentou outro lançamento de um universo cinematográfico com o filme Lanterna Verde, de 2011, que estrelou Ryan Reynolds no papel-título. Depois do filme ter tido um fracasso crítico e financeiro, um reboot da franquia do Superman, Man of Steel (2013), foi preparado para estabelecer as bases para os futuros filmes da DC. O filme incluiu referências à existência de outros super-heróis do Universo DC e iniciou o universo compartilhado no cinema. Em outubro de 2014, a Warner Bros. anunciou os títulos e datas de lançamento de dez filmes.
Após o anúncio, o universo foi comumente chamado de "DC Cinematic Universe" pelos fãs e pela mídia, em contraste com o já estabelecido Marvel Cinematic Universe. Em dezembro de 2014, o website da DC Comics informalmente se referiu ao universo como "DC Cinematic Universe". Em julho de 2015, o lançamento da edição de setembro de 2015 da Empire confirmou o nome do universo como "DC Extended Universe". Enquanto o Universo Cinematográfico Marvel inclui produções de televisão, o Universo Estendido DC é uma continuidade compartilhada para filmes. Várias séries de televisão que apresentam personagens e histórias da DC têm sua própria continuidade compartilhada, frequentemente referida como o Universo Arrow. O chefe criativo da DC Comics, Geoff Johns, explicou a diferença da DC em abordagem para a Marvel Studios e seu universo cinematográfico, dizendo: "Nós olhamos para isso como o multiverso. Nós temos nosso universo da TV e nosso universo do cinema. Para nós, criativamente, trata-se de permitir que cada um faça o melhor produto possível para contar a melhor história, para fazer o melhor mundo. Todo mundo tem uma visão e você realmente precisa deixar as visões brilharem... É apenas uma abordagem diferente." Em junho de 2015, o presidente de desenvolvimento criativo da Warner, Greg Silverman, ampliou sobre a abordagem da DC para o seu universo cinematográfico, dizendo: "Nós temos uma grande estratégia para os filmes da DC, que é pegar esses personagens adoráveis e colocá-los nas mãos de ótimos cineastas e ter a certeza de que eles irão coordenar a relação entre eles." Além disso, Silverman explicou o método da DC de contratação de vários roteiristas para futuros projetos, afirmando: "Cada projeto é diferente. Em alguns projetos, temos vários roteiristas trabalhando juntos. Em alguns casos, nós colocamos juntos os roteiristas que nunca trabalharam em grupo. E, às vezes, há apenas um roteirista cuja voz é a correta."
Em maio de 2016, a Warner Bros. estabeleceu uma unidade chamada DC Films com Geoff Johns e o vice-presidente executivo da Warner Bros., Jon Berg, como coordenadores. DC Films não seria totalmente autônoma, com Johns reportando diretamente a presidente da DC, Diane Nelson, e Berg reportando a Silverman. Em dezembro, Silverman foi afastado de seu cargo na Warner Bros. e Toby Emmerich foi promovido a presidente e diretor de conteúdo, em seu lugar.
Em janeiro de 2018, Walter Hamada foi nomeado o presidente da DC Films substituindo Berg. No mês seguinte, Chantal Nong foi contratada como vice-presidente do estúdio de cinema. A dupla supervisionará a franquia ao lado de Johns, como principais administradores da equipe de produção.

## Filmes

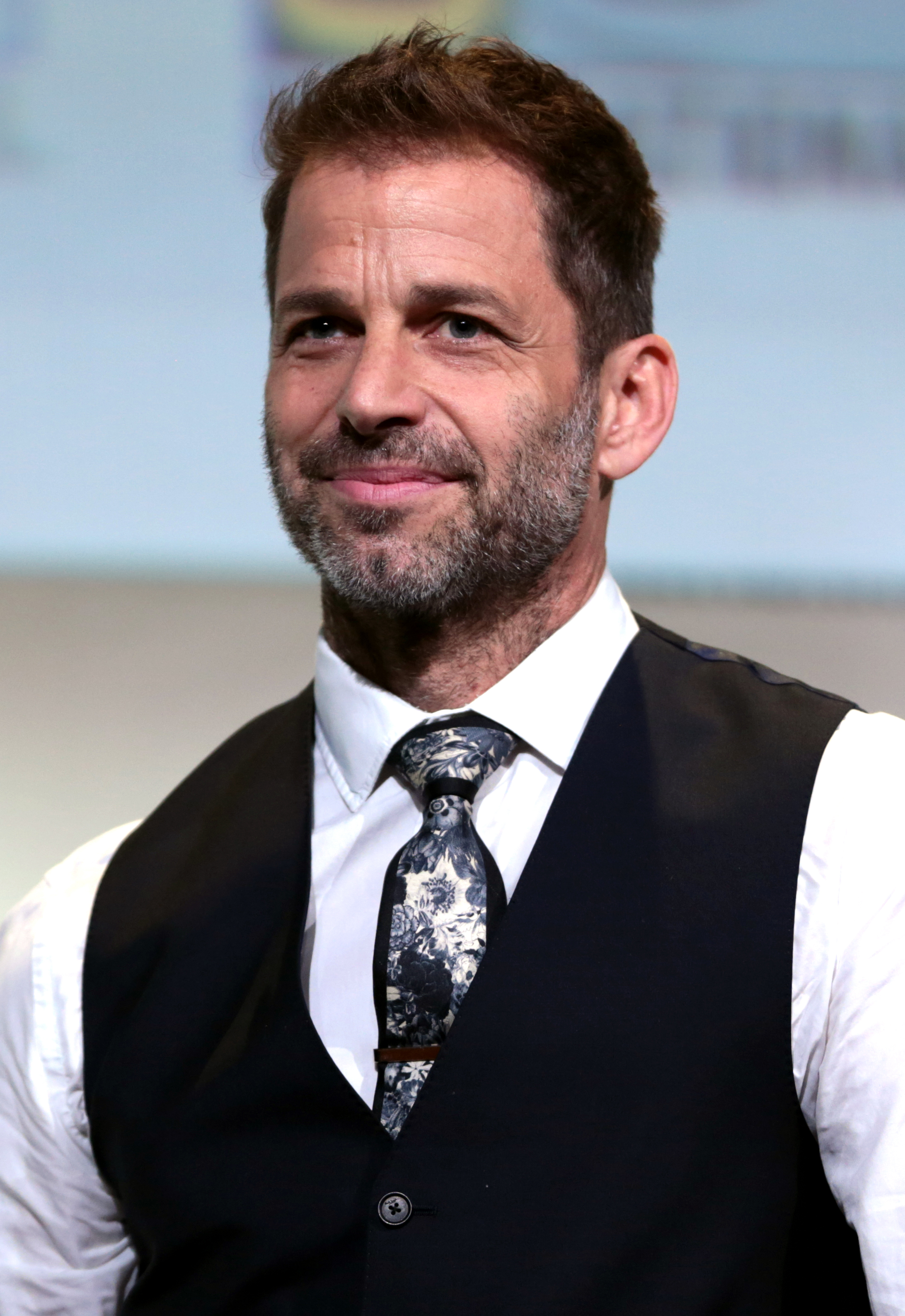
Zack Snyder: diretor de Man of Steel e Batman v. Superman: Dawn of Justice; co-escritor e diretor de Liga da Justiça; e co-escritor de Wonder Woman

| Filme                                                                | Data de lançamento     | Diretor(es)        | Roteirista(s)                                  | História por:                                                      | Produtor(es) | Rede                                  |
| -------------------------------------------------------------------- | ---------------------- | ------------------ | ---------------------------------------------- | ------------------------------------------------------------------ | --- | ------------------------------------- |
| Man of Steel                                                         | 14 de junho de 2013    | Zack Snyder        | David S. Goyer                                 | David S. Goyer e Christopher Nolan                                 | Charles Roven, Christopher Nolan, Emma Thomas e Deborah Snyder                                                   | Cinema                                |
| Batman v Superman: Dawn of Justice                                   | 25 de março de 2016    | Zack Snyder        | Chris Terrio e David S. Goyer                  | Chris Terrio e David S. Goyer                                      | Charles Roven, Deborah Snyder, Emma Thomas e Christopher Nolan                                                   | Cinema                                |
| Suicide Squad                                                        | 5 de agosto de 2016    | David Ayer         | David Ayer                                     | David Ayer                                                         | Charles Roven e Richard Suckle                                                                                   | Cinema                                |
| Wonder Woman                                                         | 2 de junho de 2017     | Patty Jenkins      | Allan Heinberg                                 | Zack Snyder, Allan Heinberg e Jason Fuchs                          | Charles Roven, Deborah Snyder, Zack Snyder e Richard Suckle                                                      | Cinema                                |
| Justice League                                                       | 17 de novembro de 2017 | Joss Whedon        | Chris Terrio e Joss Whedon                     | Chris Terrio e Zack Snyder                                         | Charles Roven, Deborah Snyder, Jon Berg, Geoff Johns, Ben Affleck, Emma Thomas, Christopher Nolan e Chris Terrio | Cinema                                |
| Aquaman                                                              | 21 de dezembro de 2018 | James Wan          | David Leslie Johnson-McGoldrick e Will Beall   | Geoff Johns, James Wan e Will Beall                                | Peter Safran, Rob Cowan, Walter Hamada, Zack Snyder e Deborah Snyder                                             | Cinema                                |
| Shazam!                                                              | 5 de abril de 2019     | David F. Sandberg  | Henry Gayden                                   | Henry Gayden e Darren Lemke                                        | Peter Safran, Walter Hamada e Dwayne Johnson                                                                     | Cinema                                |
| Birds of Prey (and the Fantabulous Emancipation of One Harley Quinn) | 7 de fevereiro de 2020 | Cathy Yan          | Christina Hodson                               | Christina Hodson                                                   | Margot Robbie, Bryan Unkeless, Sue Kroll, David Ayer e Walter Hamada                                             | Cinema                                |
| Wonder Woman 1984                                                    | 25 de dezembro de 2020 | Patty Jenkins      | Patty Jenkins, Geoff Johns e David Callaham    | Patty Jenkins e Geoff Johns                                        | Charles Roven, Deborah Snyder, Zack Snyder, Patty Jenkins, Gal Gadot e Stephen Jones                             | Estreia Simultânea (Cinema e HBO Max) |
| Zack Snyder's Justice League                                         | 18 de março de 2021    | Zack Snyder        | Chris Terrio                                   | Chris Terrio, Zack Snyder e Will Beall                             | Charles Roven, Deborah Snyder, Emma Thomas, Christopher Nolan e Ben Affleck                                      | HBO Max                               |
| The Suicide Squad                                                    | 6 de agosto de 2021    | James Gunn         | James Gunn                                     | James Gunn                                                         | Charles Roven, Peter Safran, Zack Snyder, Walter Hamada e Deborah Snyder                                         | Estreia Simultânea (Cinema e HBO Max) |
| Black Adam                                                           | 20 de outubro de 2022  | Jaume Collet-Serra | Adam Sztykiel, Rory Haines e Sohrab Noshirvani | Adam Sztykiel, Rory Haines e Sohrab Noshirvani                     | Beau Flynn, Dwayne Johnson, Hiram Garcia e Dany Garcia                                                           | Cinema                                |
| Shazam! Fury of the Gods                                             | 17 de março de 2023    | David F. Sandberg  | Henry Gayden e Chris Morgan                    | Henry Gayden e Chris Morgan                                        | Peter Safran | Cinema                                |
| The Flash                                                            | 16 de junho de 2023    | Andy Muschietti    | Christina Hodson                               | John Francis Daley, Jonathan Goldstein e Joby Harold               | Barbara Muschietti e Michael Disco                                                                               | Cinema                                |
| Blue Beetle                                                          | 18 de agosto de 2023   | Angel Manuel Soto  | Gareth Dunnet-Alcocer                          | Gareth Dunnet-Alcocer                                              | John Rickard e Zev Foreman                                                                                       | Cinema                                |
| Aquaman and the Lost Kingdom                                         | 20 de dezembro de 2023 | James Wan          | David Leslie Johnson                           | James Wan, David Leslie Johnson, Jason Momoa e Thomas Pa'a Sibbett | Peter Safran, James Wan e Rob Cowan                                                                              | Cinema                                |

### Man of Steel(2013)
Clark Kent/Kal-El, que chegou a Terra há anos vindo de Krypton, vive uma luta interior com o motivo pelo qual foi enviado à Terra. Criado por seus pais adotivos Jonathan e Martha Kent, ele adota a persona "Superman", e descobre se suas habilidades são destinadas para manter a paz ou conquistar o mundo.
Durante discussões de enredo para The Dark Knight Rises, em 2010, David S. Goyer disse a Christopher Nolan sua ideia a respeito de como apresentar Superman num contexto moderno. Impressionado com o conceito de Goyer, Nolan sugeriu a ideia á Warner Bros., que contratou Nolan para produzir e Goyer para escrever, baseando-se no sucesso crítico e financeiro de The Dark Knight. Zack Snyder foi contratado em outubro de 2010 para dirigir o filme. Em janeiro de 2011, Henry Cavill foi escalado como Superman. As filmagens começaram em 1 de agosto de 2011. Man of Steel foi lançado na América do Norte em 14 de junho de 2013.

### Batman v Superman: Dawn of Justice(2016)
Batman, um vigilante de Gotham City, decide combater o Superman, temendo o que aconteceria se o último não fosse controlado, enquanto outra ameaça surge.
Em junho de 2013, foi reportado que Snyder e Goyer estariam retornando para uma sequência de Man of Steel. Nolan foi envolvido em um papel consultivo como produtor executivo. Em julho, na San Diego Comic-Con, a Warner Bros anunciou que Superman e Batman se encontrariam pela primeira vez em um formato cinematográfico no filme. De acordo com Snyder, o filme é inspirado na história em quadrinhos The Dark Knight Returns, mas não sendo uma adaptação estrita. Em agosto, Ben Affleck foi escolhido como Bruce Wayne / Batman. Em dezembro, Gal Gadot foi escalada como Diana Prince / Mulher-Maravilha e assinou um contrato de três filmes com o estúdio que incluía um filme solo. Mais tarde no mês, Chris Terrio foi contratado para reescrever o roteiro de Goyer. Em maio de 2014, o título do filme foi revelado como Batman v Superman: Dawn of Justice. As primeiras filmagens ocorreram em 19 de outubro de 2013, no East Los Angeles College, antes das principais filmagens começarem em 21 de maio de 2014, em Detroit. A produção também ocorreu em Illinois, Novo México, África e Pacífico Sul. O filme foi lançado na América do Norte em 25 de março de 2016.

O filme introduziu Ezra Miller como Barry Allen / Flash, Jason Momoa como Arthur Curry / Aquaman e Ray Fisher como Victor Stone / Cyborg com breve aparições cameo. O filme também introduziu o Lobo da Estepe, que serve como o principal antagonista em Justice League, através de uma breve cena. A cena não foi incluída no lançamento cinematográfico do filme, mas em vez disso foi revelada on-line pela Warner Bros. em 28 de março, antes de ser incluída no lançamento em home video Ultimate Edition.

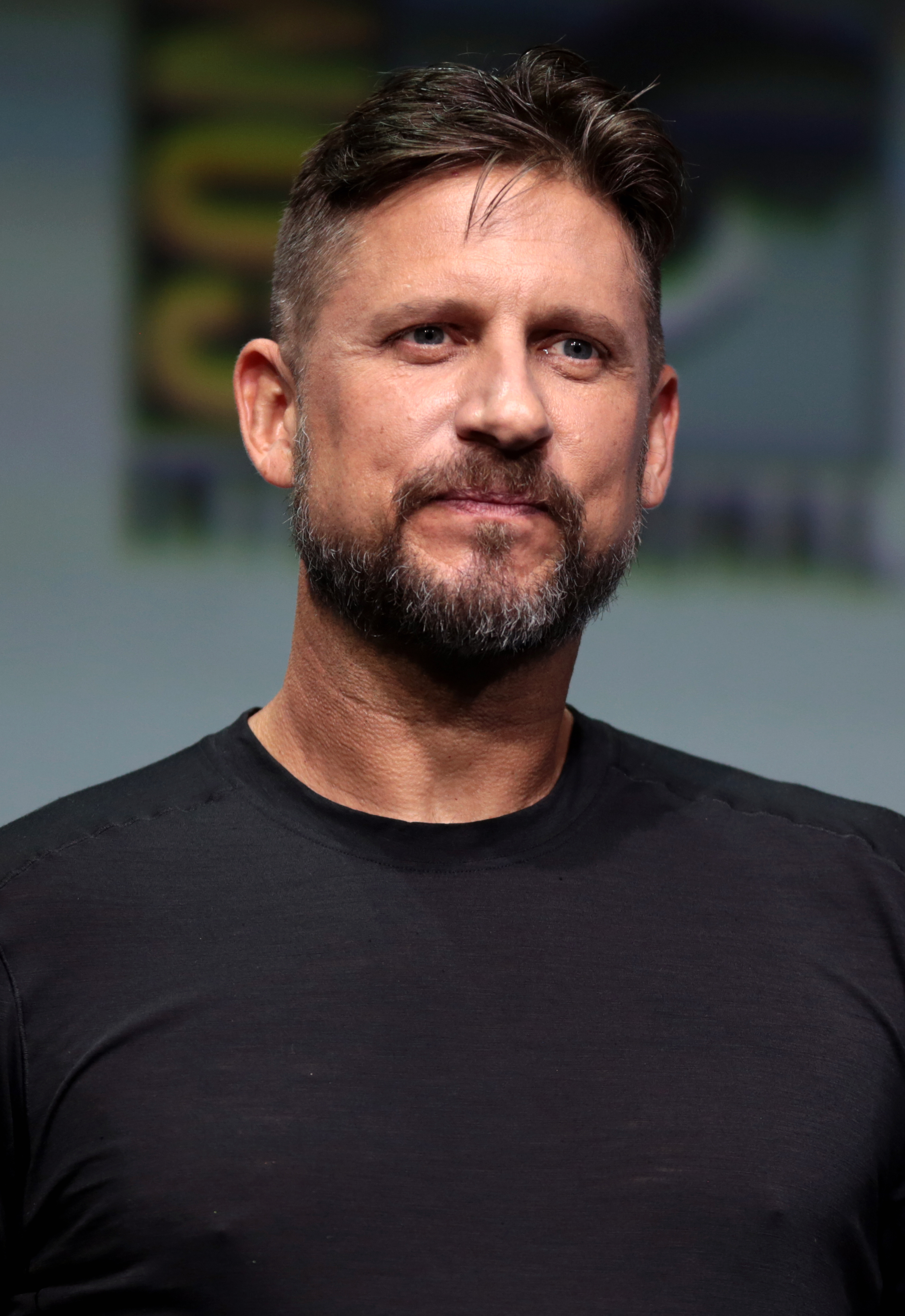
David Ayer: o escritor e diretor de Suicide Squad

### Suicide Squad(2016)
Uma agência governamental secreta recruta supervilões encarcerados para executar perigosas missões de operações negras em troca de clemência e salvar o mundo de uma poderosa ameaça.
Em fevereiro de 2009, antes do desenvolvimento do DCEU, a Warner Bros estava desenvolvendo um filme do Esquadrão Suicida, com Dan Lin produzindo e Justin Marks escrevendo o roteiro.. Em setembro de 2014, David Ayer assinou para dirigir e escrever o roteiro do filme. Em outubro, Esquadrão Suicida foi oficialmente anunciado pela Warner Bros. Em novembro, foi confirmado que Margot Robbie apareceria como Arlequina. As filmagens começaram em 13 de abril de 2015, e ocorreram dentro e em torno de Toronto. As filmagens foram concluídas em 28 de agosto de 2015. Suicide Squad foi lançado na América do Norte em 5 de agosto de 2016.

Affleck como Bruce Wayne / Batman e Miller como o Flash fizeram aparições cameo no filme. Em uma cena no meio dos créditos, Amanda Waller, interpretada por Viola Davis, encontra Wayne em um restaurante e entrega-lhe um dossiê contendo informações sobre os futuros membros da Liga da Justiça.

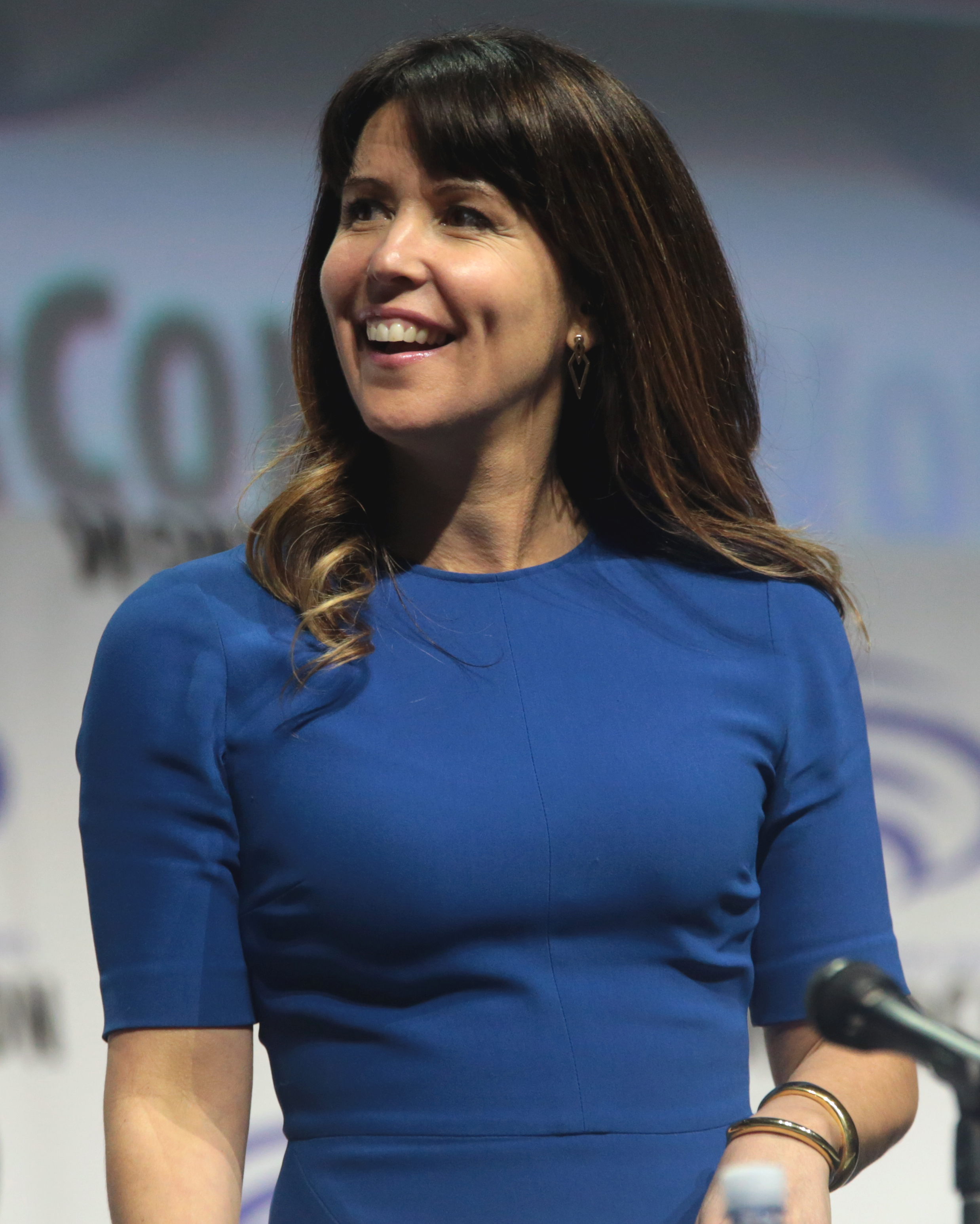
Patty Jenkins: diretora de Mulher-Maravilha; e co-escritora e roteirista de Mulher-Maravilha 1984

### Wonder Woman(2017)
Diana de Themyscira, uma guerreira amazona que também é a filha semideusa do deus Zeus, usa seus talentos e habilidades para ajudar a humanidade durante a Primeira Guerra Mundial.
Wonder Woman foi oficialmente anunciado pela Warner Bros. em outubro de 2014, com Gadot reprisando seu papel como Mulher Maravilha. Em novembro, Michelle MacLaren foi confirmada para dirigir o filme com um roteiro de Jason Fuchs. Em abril de 2015, MacLaren deixou o projeto devido a diferenças criativas. Mais tarde naquele mês, Patty Jenkins foi anunciada como a nova diretora do filme. As filmagens começaram em novembro de 2015 e foram filmadas no Reino Unido, na França e na Itália. Wonder Woman foi lançado na América do Norte em 2 de junho de 2017.

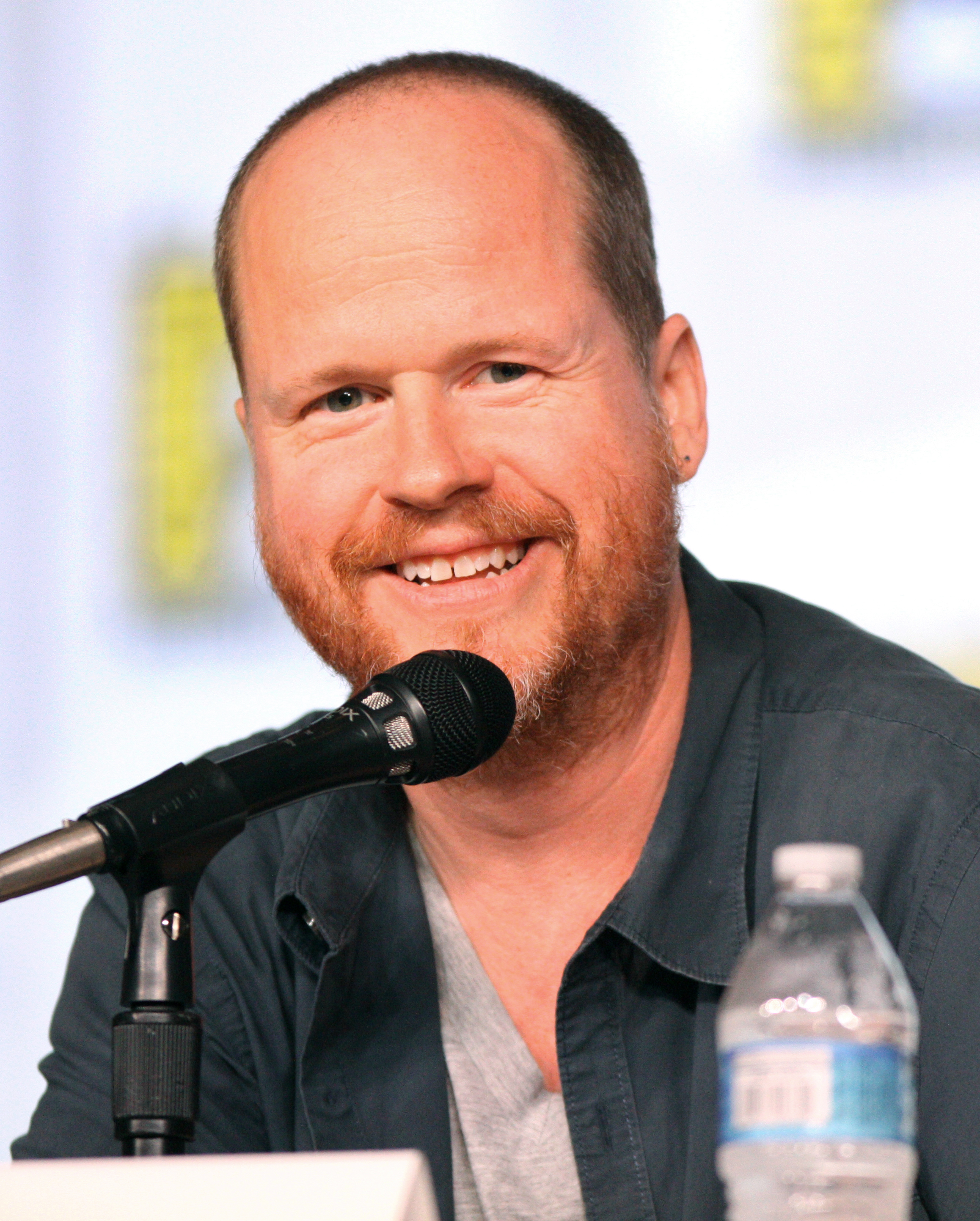
Joss Whedon: co-roteirista e diretor de pós-produção de Liga da Justiça

### Justice League(2017)
Motivados pelo sacrifício altruísta do Superman, Batman e Mulher-Maravilha montam uma equipe de meta-humanos para encarar uma nova ameaça catastrófica.
Em junho de 2013, foi reportado que Goyer estaria escrevendo Liga da Justiça como parte de um acordo de três filmes que ele assinou para Man of Steel. Em abril de 2014, foi anunciado que Snyder retornaria como diretor. Em outubro, Liga da Justiça foi oficialmente anunciado pela Warner Bros. Em março de 2016, foi revelado que Chris Terrio estaria escrevendo Justice League. Affleck, Cavill, Gadot, Momoa, Miller, Fisher, Irons, Lane, Adams, Eisenberg e Nielsen reprisam seus respectivos papéis de filmes anteriores. Ciarán Hinds forneceu a voz e a captura de movimento do vilão Lobo da Estepe. A partir de 11 de abril de 2016, as filmagens ocorreram no Warner Bros. Studios, Leavesden, na Inglaterra, assim como em locais ao redor de Londres e na Islândia. As filmagens foram concluídas em outubro de 2016. Em maio de 2017, Snyder deixou seus deveres no filme devido à morte de sua filha; Joss Whedon preencheu sua posição na pós-produção, com cenas adicionais sendo escritas e dirigidas por ele. Justice League foi lançado na América do Norte em 17 de novembro de 2017.
Justice League introduziu vários personagens, incluindo J. K. Simmons como James Gordon, Amber Heard como Mera, e Billy Crudup como Henry Allen. Adicionalmente, Joe Manganiello como Slade Wilson / Exterminador foi também introduzido em uma cena pós-créditos, tecendo uma aliança entre ele e Alexander "Lex" Luthor. Kiersey Clemons como Iris West e Willem Dafoe como Nuidis Vulko seriam introduzidos, mas suas cenas foram cortadas do filme.

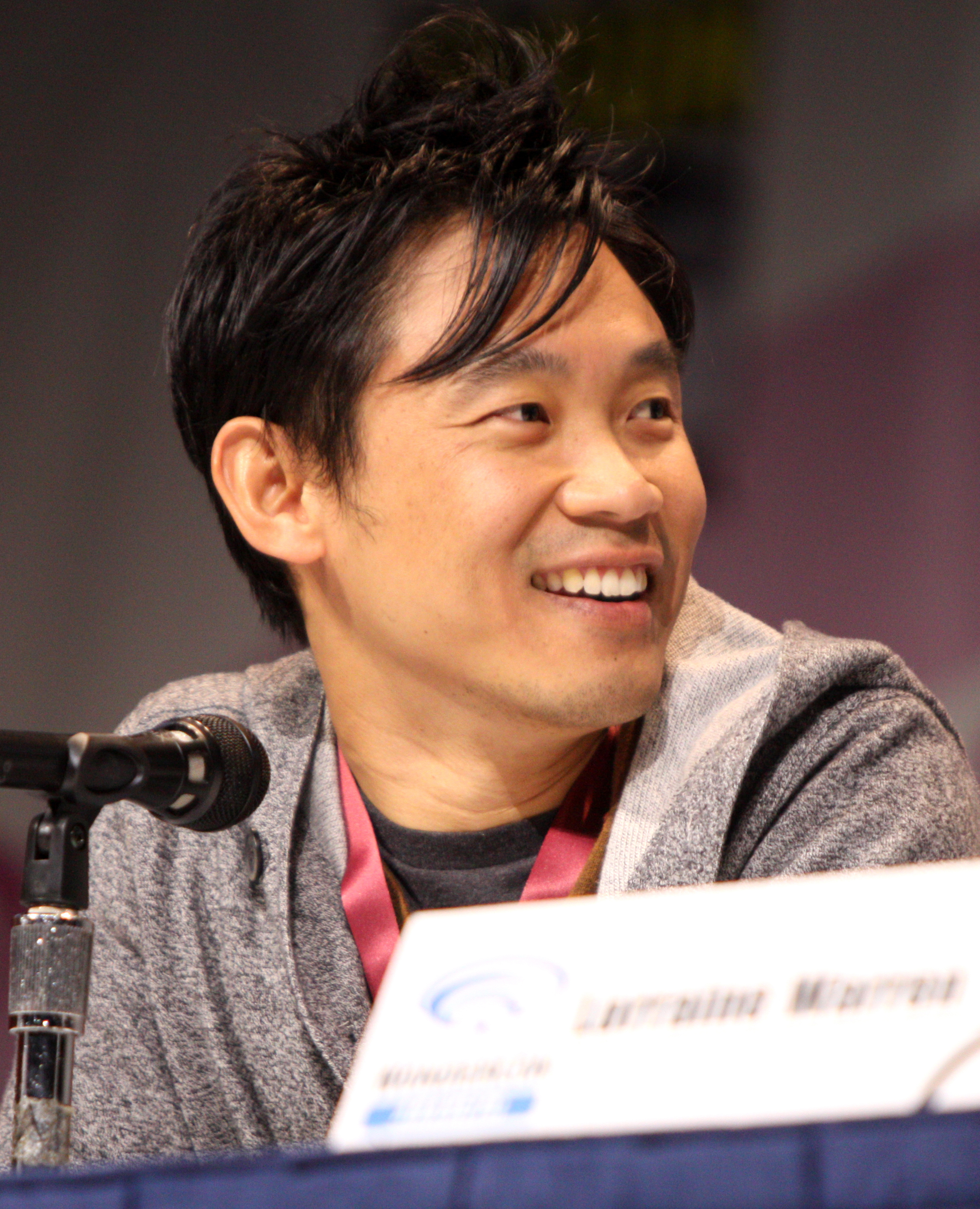
James Wan: diretor de Aquaman

### Aquaman(2018)
A cidade de Atlântida, que já foi lar de uma das mais avançadas civilizações do mundo, agora é um reino submerso dominado pelo ganancioso Rei Orm. Com um vasto exército a seu dispor, Orm planeja conquistar tanto os demais reinos do oceano, quanto o mundo da superfície. Em seu caminho está Arthur Curry / Aquaman, meio-humano e meio-atlante, e verdadeiro herdeiro do trono. Com a ajuda da princesa Mera, Arthur precisa recuperar o lendário Tridente de Atlan e aceitar seu destino como protetor das profundezas.

Foi anunciado em 12 de agosto de 2014 que a Warner Bros contratou os roteiristas Will Beall e Kurt Johnstad para escrever dois roteiros separados para um filme do Aquaman. Em outubro, Aquaman foi anunciado oficialmente pela Warner Bros., com Momoa estrelando como o personagem-título depois de aparecer pela primeira vez em Batman vs Superman: Dawn of Justice.[carece de fontes?] Em junho de 2015, James Wan foi contratado como diretor, assim como para supervisionar o roteiro de Johnstad. Em julho de 2016, foi anunciado que Beall retornaria para escrever o roteiro, baseado em um argumento de Wan e Geoff Johns. As filmagens começaram em 3 de maio de 2017, em Queensland, Austrália. Foi lançado na América do Norte em 21 de dezembro de 2018. O filme é ambientado após os eventos de Justice League.

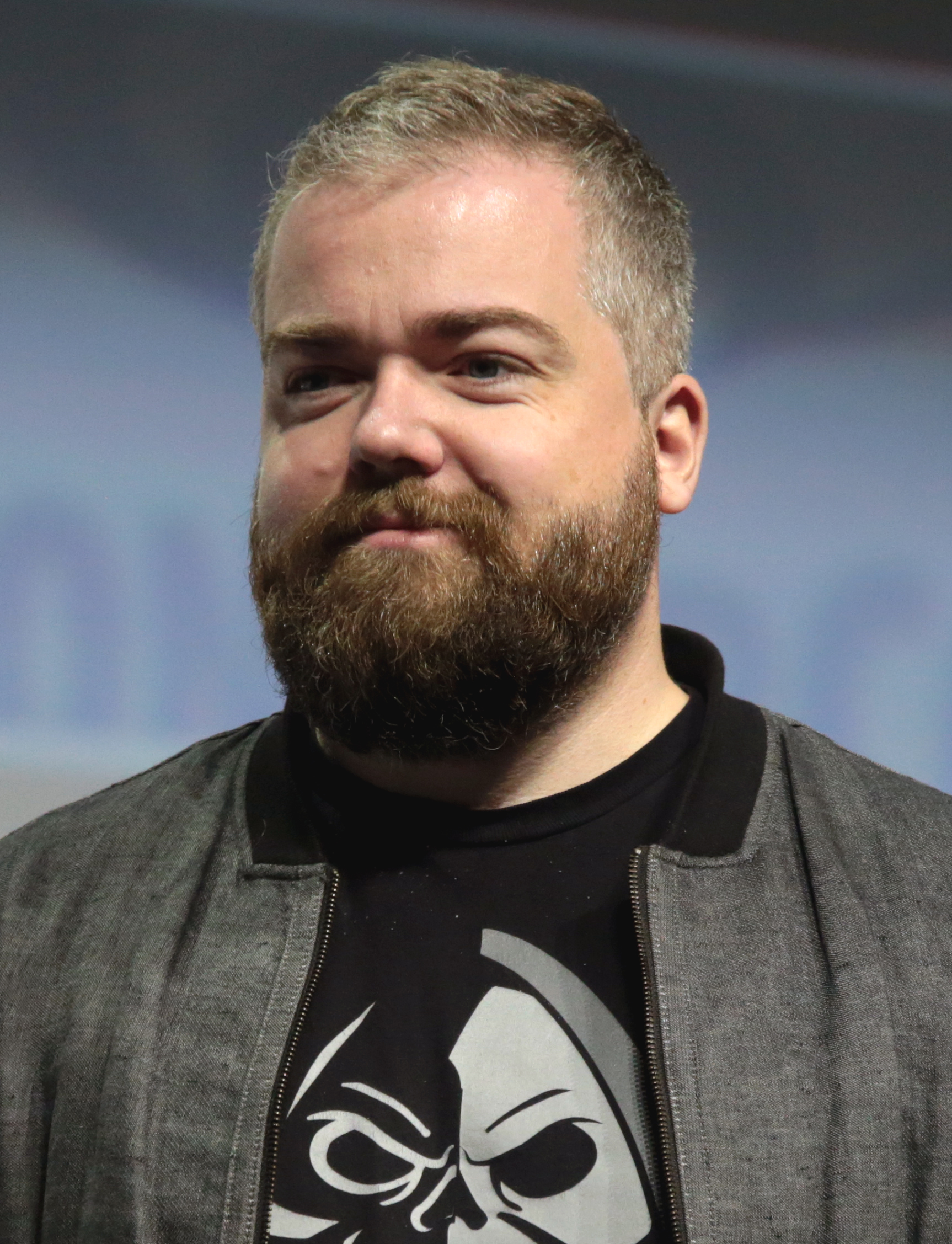
David F. Sandberg: diretor de Shazam!

### Shazam!(2019)
Billy Batson tem apenas 14 anos de idade, mas recebeu de um antigo mago o dom de se transformar em um super-herói adulto chamado Shazam. Ao gritar a palavra SHAZAM!, o adolescente se transforma nessa sua poderosa versão adulta para se divertir e testar suas habilidades. Contudo, ele precisa aprender a controlar seus poderes para enfrentar o malvado Dr. Thaddeus Sivana.
Em agosto de 2014, Dwayne Johnson anunciou sua ligação a um projeto sobre o super-herói Shazam. Em setembro, foi revelado que Johnson vai interpretar o anti-herói Adão Negro no filme, e que ele e Hiram Garcia serviriam como produtores, com Darren Lemke definido para escrever o roteiro. O presidente da New Line Cinema, Toby Emmerich, disse à Entertainment Weekly que o filme terá um tom diferente de outros filmes de quadrinhos; com um senso de diversão e sendo de humor, mas mantendo o realismo. Em outubro, a New Line Cinema anunciou oficialmente Shazam.[carece de fontes?] Em janeiro de 2017, foi anunciado que Henry Gayden será o roteirista. Em fevereiro de 2017, foi anunciado que David F. Sandberg está em conversas para dirigir o filme. Em julho, David F. Sandberg foi confirmado como diretor do filme, enquanto que a produção começará no início de 2018. Apesar do anúncio inicial, Dwayne Johnson não aparecerá como Adão Negro em Shazam!, pois vai estrelar seu próprio filme. Sandberg em entrevista ao  Collider, confirmou que veremos duas pessoas diferentes protagonizando o seu Shazam!. O filme foi lançado na América do Norte em 5 de abril de 2019.[carece de fontes?] O filme possui inúmeros easter eggs do Universo DC, e conta com a participação do Superman, em sua cena final.

### Birds of Prey (and the Fantabulous Emancipation of One Harley Quinn)(2020)
Inicialmente, havia sido anunciado um Spin-Off de Suicide Squad com a Arlequina interpretada por Margot Robbie. No entanto, este projeto logo se transmutou em Aves de Rapina, longa-metragem focado no clã de personagens femininas das HQs homônimas da DC. A Warner contratou Christina Hodson em 2016 para escrever o roteiro do filme e escolheu Cathy Yan para dirigi-lo em 2018. Robbie será uma das produtoras. Especula-se que o filme será rodado em 2019 e lançado no ano seguinte. Personagens como Caçadora, Canário Negro, Cassandra Cain e Renee Montoya estarão no filme. A data de estreia está marcada para 7 de fevereiro de 2020. Robbie, Mary Elizabeth Winstead e Jurnee Smollett-Bell estão confirmadas no elenco como Arlequina, Caçadora e Canário Negro, respectivamente.

### Wonder Woman 1984(2020)
Diana Prince entra em conflito com a União Soviética durante a Guerra Fria na década de 1980 e encontra dois inimigos formidáveis na forma da Mulher-Leopardo e Maxwell Lord.[carece de fontes?] Em junho de 2017, Geoff Johns e Patty Jenkins começaram a trabalhar no roteiro de uma sequência de Wonder Woman.[carece de fontes?] Em julho, Johns anunciou que ele está trabalhando no roteiro do filme. No mesmo mês, a sequência foi oficialmente anunciada na San Diego Comic-Con. Gal Gadot retorna como a Mulher Maravilha no longa e terá o retorno de Chris Pine e Kristen Wiig como a Mulher-Leopardo e Pedro Pascal como o vilão Maxwell Lord. Wonder Woman 1984 inicialmente seria lançado no dia 1 de novembro de 2019 mas acabou sendo adiado duas vezes devido à pandemia de Covid-19 e está programado para ser lançado em 25 de dezembro 2020.

### Zack Snyder's Justice League(2021)
A reação divisória em relação à versão final destacada de Liga da Justiça, com Zack Snyder deixando as funções de direção e a versão final do filme nas mãos de Joss Whedon, levou a uma discussão comparando a situação à que Richard Donner experimentou com os filmes Superman II. Tanto Justice League quanto Superman II apresentam um diretor que foi substituído, por diferentes razões, antes da conclusão de um filme, o que levou a um segundo diretor a entrar e fazer mudanças substanciais no tom de cada filme. Embora o raciocínio por trás da saída de cada diretor seja diferente, Richard Donner foi capaz de completar sua versão do Superman II (Superman II: The Richard Donner Cut) em 2006. Na crença de que Snyder havia rodado material suficiente para um filme finalizado, uma campanha para um "corte de Snyder" foi iniciada para permitir que Snyder recebesse um tratamento semelhante ao de Donner. Argumentam-se que a visão de Snyder seria mais coesa com os filmes anteriores do que o corte real para o cinema, que Snyder se recusou a ver. Warner Bros. inicialmente permaneceu em silêncio sobre qualquer intenção de fazer um "corte de Snyder".
Em março de 2019, Snyder confirmou que sua versão original existe, e declarou que cabe à Warner Bros. lançá-la. Apesar disso, em novembro, a Variety relatou que era improvável que a Warner Bros. lançasse a versão de Snyder da Liga da Justiça nos cinemas ou na HBO Max, chamando-a de "sonho irreal". Em dezembro, no entanto, Snyder postou uma foto em sua conta na Vero, que mostrava caixas com fitas rotuladas "Corte do diretor ZSJL" e com a legenda "É real? Existe? Claro que sim." Em 20 de maio de 2020, Snyder anunciou oficialmente que a HBO Max lançará sua versão da Liga da Justiça em seu serviço em 18 de março de 2021. O corte custará US$ 70+ milhões para completar os efeitos especiais, a trilha sonora e a edição, e será uma minissérie em quatro partes da visão original de Snyder do filme, com cada parcela tendo uma hora de duração. O corte também será apresentado em uma proporção de 1.33:1. Snyder afirmou que esta versão se destina a não afetar o futuro da continuidade do DCEU, mas que ocorre em um universo ligeiramente alternativo. Apesar de relatórios anteriores descrevendo-o como uma minissérie, Snyder descreveu seu corte como sendo um filme de quatro horas para ser visto em "uma cena". Affleck, Miller, Fisher, Heard e Manganiello retornaram às suas respectivas funções para fotografias adicionais, a fim de concluir o projeto. Em janeiro de 2021, Snyder confirmou oficialmente em sua conta na Vero que o trabalho no corte havia sido concluído. Atores do DCEU que não apareceram na versão teatral aparecerão nesta versão, como Harry Lennix como Calvin Swanwick (revelado ser Caçador de Marte disfarçado), Willem Dafoe como Nuidis Vulko e Jared Leto como o Coringa. Personagens que deveriam estrear na versão original do filme de Snyder antes de suas cenas serem cortadas também aparecerão, como Darkseid (interpretado por Ray Porter), DeSaad (interpretado por Peter Guinness), Iris West (interpretado por Kiersey Clemons) e Ryan Choi (interpretado por Zheng Kai), bem como vários Lanternas Verdes. Sam Benjamin fazia parte de uma subtrama militar estimada de 20-30 minutos que foi cortada do lançamento teatral de 2017.

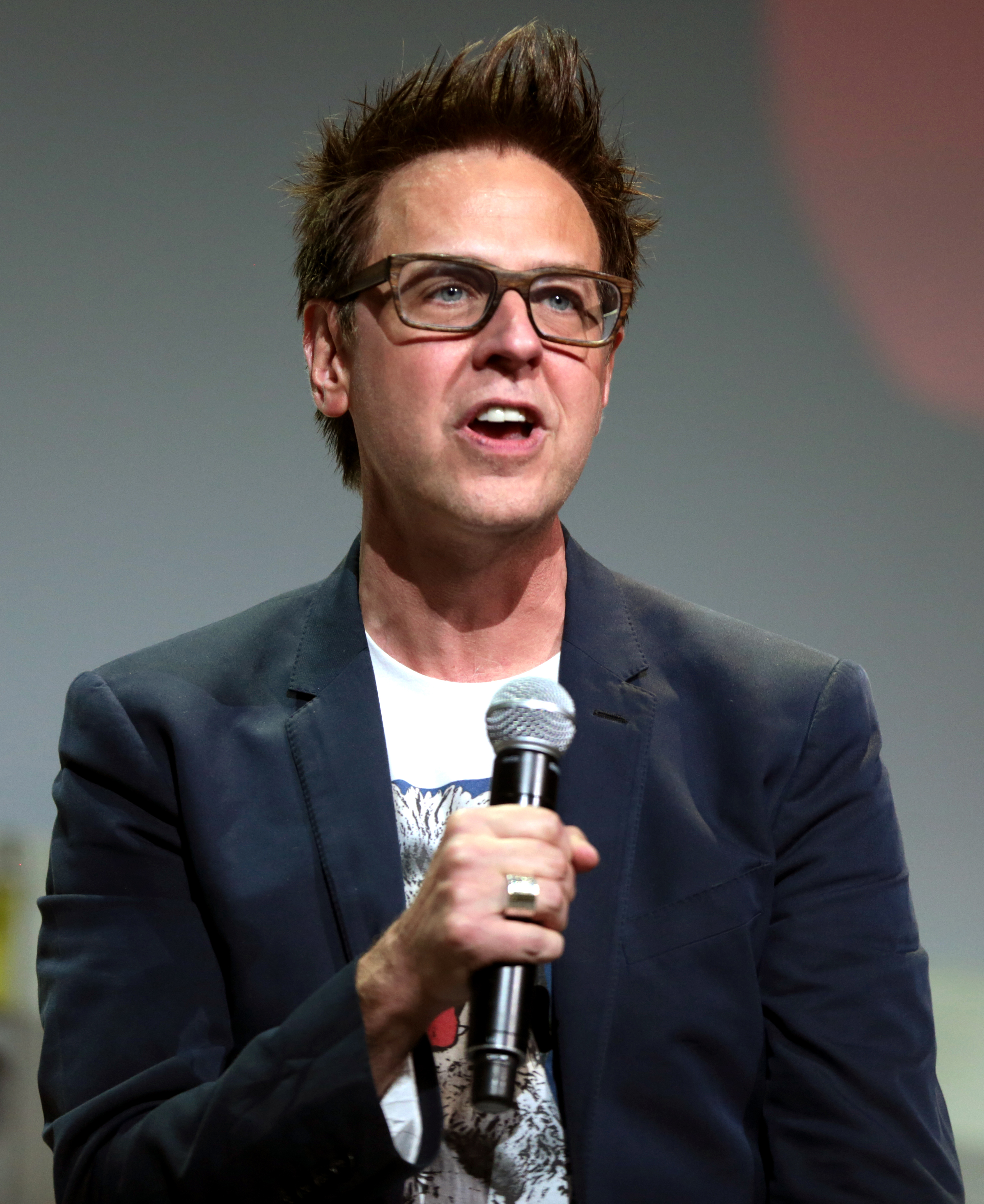
James Gunn: escritor/diretor de The Suicid Squad

### The Suicide Squad(2021)
Em março de 2016, uma sequência de Suicide Squad foi anunciada para estar em desenvolvimento. No ano seguinte, Adam Cozad foi contratado para escrever o roteiro, com contribuições adicionais fornecidas por Zak Penn. Em setembro de 2017, Gavin O'Connor foi contratado como diretor, bem como co-roteirista com Anthony Tambakis, David Bar Katz e Todd Stashwick. O esboço final do roteiro foi concluído em outubro de 2018, embora O'Connor tenha deixado o projeto devido a conflitos de agendamento. A produção foi suspensa, já que a Warner Bros. acreditava que o roteiro era muito parecido com Birds of Prey. Charles Roven, Michael De Luca, Geoff Johns, Zack Snyder, Deborah Snyder, Richard Suckle, Dan Lin e Andy Horwitz produzem o filme, enquanto James Gunn irá escrever um novo roteiro com intenções de também servir como diretor. Margot Robbie e Viola Davis retornam como Arlequina e Amanda Waller, Will Smith não retornará por questões de agenda. Outros dois atores que retornam e reprisam seus papéis são Jai Courtney e Joel Kinniman como Rick Flagg e Capitão Bumerangue e as novidades no elenco incluem Idris Elba como Sanguinário, John Cena como Peacemaker, Sylvester Stallone como Tubarão-Rei, entre outros. O filme estreou em 6 de agosto de 2021.

### Black Adam(2022)
O filme solo do Adão Negro será dirigido por Jaume Collet-Serra com roteiro de Adam Szytkiel. A ideia inicial era de que o Adão Negro participasse de Shazam!, mas o diretor e o produtor decidiram que os personagens deveriam ter seus próprios filmes separados. O ator Dwayne Johnson, é quem viverá o anti-herói no papel titular, o longa irá introduzir a Sociedade da Justiça que será formada pelo Gavião Negro que será interpretado por Aldis Hodge, Senhor Destino interpretado por Pierce Brosnan, Ciclone interpretada por Quintessa Swindell e Esmaga-Átomo vivido por Noah Centineo, e o Mago Shazam mais novo interpretado mais uma vez por Djimon Houson, o filme ainda conta com Adrianna Tomaz interpretada por Sarah Shahi. A expectativa é que o filme entre em produção em abril de 2021 e seja lançado em 29 de Julho de 2022.

### Shazam! Fury of the Gods(2023)
Uma continuação de Shazam! entrou em desenvolvimento em abril de 2019, com Henry Gayden retornando como roteirista. David F. Sandberg e Peter Safran foram posteriormente confirmados para retornar como diretor e produtor, respectivamente, e Chris Morgan foi contratado como roteirista adicional. Zachary Levi vai reprisar seu papel como o herói titulo, assim como a maioria do elenco adulto e infantil da Família Shazam. No DC FanDome em agosto de 2020, o título do filme foi anunciado como Shazam! Fury of the Gods. Entre fevereiro e abril de 2021, Rachel Zegler foi escalada para um papel-chave não revelado, Helen Mirren foi escalada como a vilã Hespera, e Lucy Liu se juntou ao elenco como Kalypso. As filmagens começaram em maio de 2021 em Atlanta e foram concluídas em agosto. Shazam! Fury of the Gods foi lançado em 17 de março de 2023.

### The Flash(2023)
Em março de 2018, John Francis Daley e Jonathan Goldstein foram contratados para dirigir, mas abandonaram o projeto e em 2019 foi confirmando Andy Muschietti como novo diretor do filme. Zack Snyder, Alex Gartner, Dan Mazer, Richard Suckle, Deborah Snyder, Phil Lord, Chris Miller, Denise Di Novi e Walter Hamada serão os produtores do projeto. Dan Mazeau foi contratado como co-autor, seguido por Christina Hodson como roteirista. Daley e Goldstein anunciaram inicialmente o lançamento de The Flash em algum momento de 2020, embora a produção tenha sido adiada de abril de 2019 para mais tarde no mesmo ano, para permitir trabalho adicional no roteiro. A fotografia principal acontecerá em Atlanta, Geórgia, e seguirá em Leavesden, Hertfordshire, Inglaterra. O tom do filme será semelhante ao de Back to the Future (1985). 

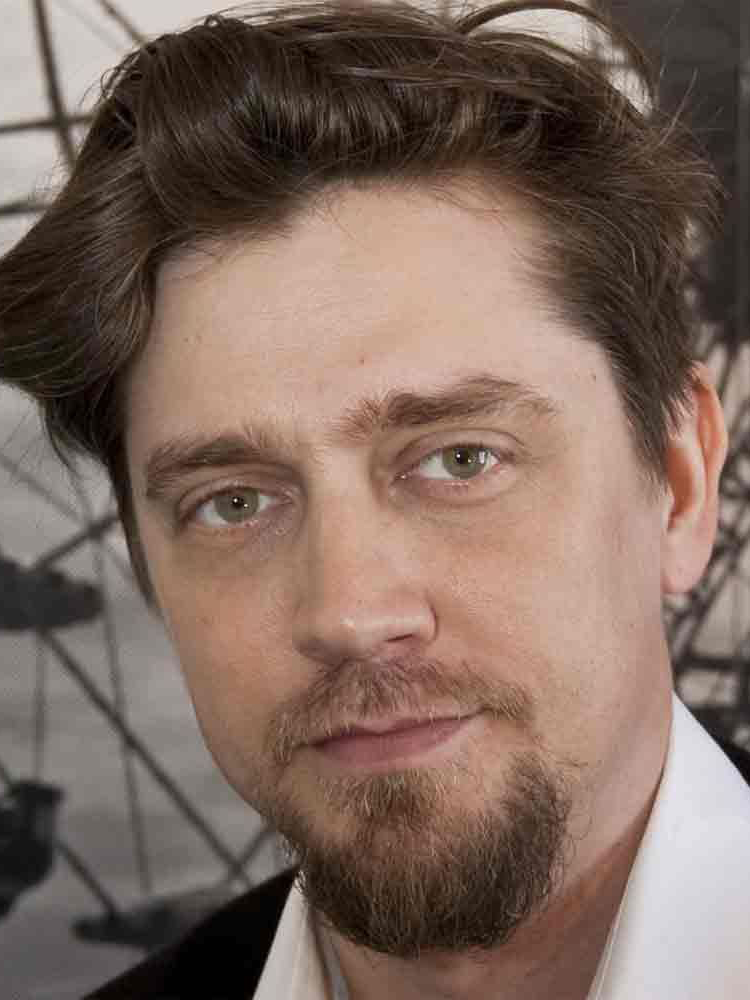
Andy Muschietti: diretor de The Flash

Esperava-se que The Flash fosse lançado em 2020, mas devido à agenda cheia do ator principal por conta de Animais Fantásticos. Foi anunciado depois que o filme seria lançado no dia 4 de Novembro de 2022, mas devido a polêmicas envolvendo o ator Ezra Miller, o filme foi adiado indefinidamente. Depois, o filme foi marcado para estrear no dia 15 de Junho de 2023, pelo menos até o momento.  Ezra Miller retorna como Barry Allen / The Flash após interpretar o personagem em Batman v Superman: Dawn of Justice (2016), Suicide Squad (2016), Justice League (2017), Zack Snyder's Justice League (2021), no início de junho o diretor confirmou que a versão do Flash que ele usará será a vista nos filmes de Snyder descartando a versão do personagem vista em Liga da Justiça (2017), ele também anunciou que em algum momento do filme os raios do herói mudaram para o amarelo. Em agosto do ano passado foi revelado que Ben Affleck retornaria como Bruce Wayne / Batman no filme já que a versão do personagem de Affleck é a que o Flash de Miller conhece e admira como herói, e que o filme iria explorar o Multiverso DC e que poderíamos ver várias versões dos mesmos personagens interpretadas pelo mesmo ator, alguns dias depois foi confirmado que Michael Keaton voltaria a interpretar sua versão de Bruce Wayne / Batman vista em Batman (1989) e Batman Returns (1992). 
Após o lançamento de Zack Snyder's Justice League o diretor Andy Muschietti confirmou que a atriz Kiersey Clemons retornaria como Íris West no filme e que Billy Crudup que interpreta Henry Allen pai do Herói em Liga da Justiça e Snyder Cut estaria deixando o filme por conta de conflitos de agenda sendo substituído por Ron Livingston. Em Maio de 2021 foi confirmado a atriz Maribel Verdú como Nora Allen mãe do protagonista e que a jovem atriz Sasha Calle interpretou a Supergirl. Ainda em Maio foi confirmado que Ezra Miller interpretou o Flash, o do DCEU e um de outro Universo. The Flash foi lançado pela Warner Bros. Pictures nos Estados Unidos em 16 de junho de 2023, sendo um fracasso de público e bilheteria.

### Blue Beetle(2023)
O desenvolvimento de um filme com Reyes começou no final de Novembro de 2018 com Dunnet-Alcocer associado ao projeto. Soto foi contratado para dirigir o filme em Fevereiro de 2021 inicialmente seria lançado no serviço de streaming HBO Max. Maridueña foi escalado em agosto daquele ano, e o filme foi alterado para ter um lançamento nos cinemas em Dezembro. Mais elenco foi adicionado no início de 2022, antes do início das filmagens no final de maio na área metropolitana de Atlanta no Wilder Studios em Decatur, Geórgia, e também ocorrendo em El Paso, Texas.
Blue Beetle foi lançado nos Estados Unidos em 18 de Agosto de 2023. Apesar de ter sido relativamente bem recebido pela crítica, acabou sendo um fracasso de bilheteria.

### Aquaman and the Lost Kingdom(2023)
Jason Momoa escreveu uma história para uma sequência de Aquaman (2018) durante a produção do primeiro filme. Wan não queria apressar uma sequência, mas concordou em Janeiro de 2019 em supervisionar o desenvolvimento. Johnson-McGoldrick assinou para escrever o roteiro um mês depois, e Wan foi confirmado para dirigir em Agosto de 2020. Ele disse que o filme expandiria a construção do mundo de Aquaman e anunciou o título da sequência em Junho de 2021. As filmagens começaram no final do mês e concluído em Janeiro de 2022, ocorrendo no Reino Unido, Havaí e Los Angeles.
Aquaman and the Lost Kingdom foi lançado em 20 de Dezembro de 2023, sendo um fracasso de público e crítica.

## Série de televisão

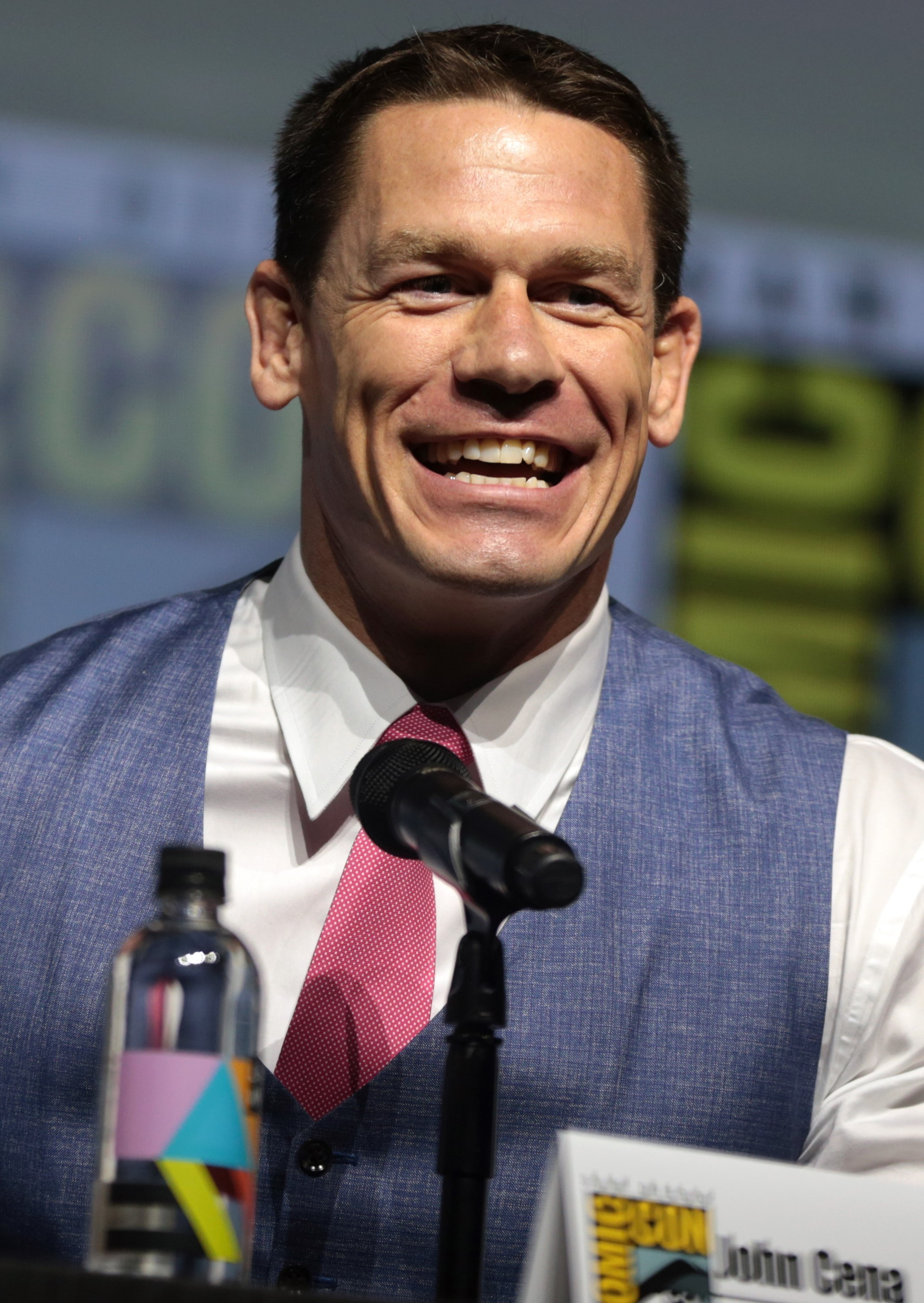
John Cena como o Peacemaker

| Série      | Temporada | Temporada | Episódios | Originalmente exibida | Originalmente exibida   | Showrunner(s) |
| Série      | Temporada | Temporada | Episódios | Primeira exibição     | Última exibição         | Showrunner(s) |
| ---------- | --------- | --------- | --------- | --------------------- | ----------------------- | ------------- |
| Peacemaker |           | 1         | 8         | 13 de janeiro de 2022 | 17 de fevereiro de 2022 | James Gunn    |

### Peacemaker(2022-presente)
Em setembro de 2020, James Gunn anunciou que uma série de televisão spin-off de The Suicide Squad centrada em Christopher Smith / Peacemaker estava em desenvolvimento para a HBO Max, com seus oito episódios escritos por Gunn, que dirigirá vários deles, e serve como produtor executivo ao lado de Peter Safran. A série será estrelada por John Cena, Steve Agee e Jennifer Holland, que reprisam seus respectivos papéis como Peacemaker, John Economos e Emilia Harcourt do filme, ao lado de Danielle Brooks como Leota Adebayo, Robert Patrick como Auggie Smith, e Chris Conrad como Adrian Chase / The Vigilante. As filmagens começaram em Vancouver, Canadá, em janeiro de 2021, e serão concluídas em junho. Peacemaker foi lançado em janeiro de 2022. No mesmo dia do lançamento, James Gunn confirmou uma segunda temporada.

## Lista de Elenco
| Personagem                                     | Filmes             | Filmes                                  | Filmes                   | Filmes            | Filmes             | Filmes                | Filmes                                               | Filmes                  | Filmes                | Filmes                         | Filmes              | Filmes             | Filmes                                         | Filmes                                     | Séries           |
| Personagem                                     | O Homem de Aço     | Batman vs Superman: A Origem da Justiça | Esquadrão Suicida        | Mulher-Maravilha  | Liga da Justiça    | Aquaman               | Shazam!                                              | Aves de Rapina          | Mulher-Maravilha 1984 | Liga da Justiça de Zack Snyder | O Esquadrão Suicida | Adão Negro         | Shazam! Fúria dos Deuses                       | The Flash                                  | Peacemaker       |
| Personagem                                     | 2013               | 2016                                    | 2016                     | 2017              | 2017               | 2018                  | 2019                                                 | 2020                    | 2020                  | 2021                           | 2021                | 2022               | 2023                                           | 2023                                       | 2022             |
| ---------------------------------------------- | ------------------ | --------------------------------------- | ------------------------ | ----------------- | ------------------ | --------------------- | ---------------------------------------------------- | ----------------------- | --------------------- | ------------------------------ | ------------------- | ------------------ | ---------------------------------------------- | ------------------------------------------ | ---------------- |
| Abner Krill / Homem-Bolinha                    |                    |                                         |                          |                   |                    |                       |                                                      |                         |                       |                                | David Dastmalchian  |                    |                                                |                                            |                  |
| Adrian Chase/ Vigilante                        |                    |                                         |                          |                   |                    |                       |                                                      |                         |                       |                                |                     |                    |                                                |                                            | Freddie Stroma   |
| Albert Rothstein / Esmaga Átomo                |                    |                                         |                          |                   |                    |                       |                                                      |                         |                       |                                |                     | Noah Centineo      |                                                |                                            |                  |
| Alfred Pennyworth                              |                    | Jeremy Irons                            |                          |                   | Jeremy Irons       |                       |                                                      |                         |                       | Jeremy Irons                   |                     |                    |                                                | Jeremy Irons                               |                  |
| Amanda Waller                                  |                    |                                         | Viola Davis              |                   |                    |                       |                                                      |                         |                       |                                | Viola Davis         | Viola DavisC       |                                                |                                            | Viola DavisC     |
| Anatoli Knyazev/ KG Besta                      |                    | Callan Mulvey                           |                          |                   |                    |                       |                                                      |                         |                       |                                |                     |                    |                                                |                                            |                  |
| Anthea / Anne                                  |                    |                                         |                          |                   |                    |                       |                                                      |                         |                       |                                |                     |                    | Rachel Zegler                                  |                                            |                  |
| Antíope                                        |                    |                                         |                          | Robin Wright      | Robin Wright       |                       |                                                      |                         | Robin Wright          | Robin Wright                   |                     |                    |                                                |                                            |                  |
| Apocalypse                                     |                    | Robin Atkin Downes                      |                          |                   |                    |                       |                                                      |                         |                       | Robin Atkin Downes             |                     |                    |                                                |                                            |                  |
| Ares                                           |                    |                                         |                          | David Thewlis     | David Thewlis      |                       |                                                      |                         |                       | David Thewlis                  |                     |                    |                                                |                                            |                  |
| Arthur Curry Aquaman                           |                    | Jason Momoa                             | Jason Momoa              |                   | Jason Momoa        | Jason Momoa           |                                                      |                         |                       | Jason Momoa                    |                     |                    |                                                | Jason MomoaC                               | Jason MomoaC     |
| Atlan                                          |                    |                                         |                          |                   | Julian Lewis Jones | Graham McTavish       |                                                      |                         |                       | Julian Lewis Jones             |                     |                    |                                                |                                            |                  |
| Atlanna                                        |                    |                                         |                          |                   |                    | Nicole Kidman         |                                                      |                         |                       |                                |                     |                    |                                                |                                            |                  |
| Barbara Minerva/ Mulher-Leopardo               |                    |                                         |                          |                   |                    |                       |                                                      |                         | Kristen Wiig          |                                |                     |                    |                                                |                                            |                  |
| Barry Allen Flash                              |                    | Ezra Miller                             | Ezra Miller              |                   | Ezra Miller        |                       |                                                      |                         |                       | Ezra Miller                    |                     |                    |                                                | Ezra Miller                                | Ezra MillerC     |
| Billy Batson Shazam                            |                    |                                         |                          |                   |                    |                       | Zachary LeviAsher Angel (jovem)                      |                         |                       |                                |                     |                    | Zachary LeviAsher Angel (jovem)                |                                            |                  |
| Brian Durlin / Sábio                           |                    |                                         |                          |                   |                    |                       |                                                      |                         |                       |                                | Michael Rooker      |                    |                                                |                                            |                  |
| Bruce Wayne Batman                             |                    | Ben Affleck                             | Ben AffleckC             |                   | Ben Affleck        |                       |                                                      |                         |                       | Ben Affleck                    |                     |                    |                                                | Ben AffleckMichael KeatonU George ClooneyU |                  |
| Carter Hall Gavião negro                       |                    |                                         |                          |                   |                    |                       |                                                      |                         |                       |                                |                     | Aldis Hodge        |                                                |                                            |                  |
| Cassandra Cain                                 |                    |                                         |                          |                   |                    |                       |                                                      | Ella Jay Basco          |                       |                                |                     |                    |                                                |                                            |                  |
| Charlie                                        |                    | Ewen Bremner                            |                          | Ewen Bremner      |                    |                       |                                                      |                         |                       |                                |                     |                    |                                                |                                            |                  |
| Chato Santana/ El Diablo                       |                    |                                         | Jay Hernandez            |                   |                    |                       |                                                      |                         |                       |                                |                     |                    |                                                |                                            |                  |
| Chefe                                          |                    | Eugene Brave Rock                       |                          | Eugene Brave Rock |                    |                       |                                                      |                         |                       |                                |                     |                    |                                                |                                            |                  |
| Christopher Smith / Peacemaker                 |                    |                                         |                          |                   |                    |                       |                                                      |                         |                       |                                | John Cena           |                    |                                                |                                            | John Cena        |
| Christopher Wess/ Amarra                       |                    |                                         | Adam Beach               |                   |                    |                       |                                                      |                         |                       |                                |                     |                    |                                                |                                            |                  |
| Cleo Cazo/ Ratcatcher 2                        |                    |                                         |                          |                   |                    |                       |                                                      |                         |                       |                                | Daniela Melchior    |                    |                                                |                                            |                  |
| Coringa                                        |                    |                                         | Jared Leto               |                   |                    |                       |                                                      | Jared LetoC John GothA  |                       | Jared Leto                     |                     |                    |                                                |                                            |                  |
| Darla Dudley                                   |                    |                                         |                          |                   |                    |                       | Faithe Herman (Jovem)Meagan Good (Poderosa)          |                         |                       |                                |                     |                    | Faithe Herman (Jovem)Meagan Good (Poderosa)    |                                            |                  |
| David Kane/ Arraia Negra                       |                    |                                         |                          |                   |                    | Yahya Abdul-Mateen II |                                                      |                         |                       |                                |                     |                    |                                                |                                            |                  |
| Diana Prince Mulher-Maravilha                  |                    | Gal Gadot                               |                          | Gal Gadot         | Gal Gadot          |                       |                                                      |                         | Gal Gadot             | Gal Gadot                      |                     |                    | Gal GadotC                                     | Gal GadotC                                 | CGIC             |
| Doutor Thaddeus Silvana                        |                    |                                         |                          |                   |                    |                       | Mark Strong                                          |                         |                       |                                |                     |                    | Mark StrongC                                   |                                            |                  |
| Dr. Gaius Grieves / Pensador                   |                    |                                         |                          |                   |                    |                       |                                                      |                         |                       |                                | Peter Capaldi       |                    |                                                |                                            |                  |
| Digger Harkness/Capitão Bumerangue             |                    |                                         | Jai Courtney             |                   |                    |                       |                                                      | Jai CourtneyF           |                       |                                | Jai Courtney        |                    |                                                | Jai CourtneyA                              |                  |
| Dinah Lance / Canário Negro                    |                    |                                         |                          |                   |                    |                       |                                                      | Jurnee Smollett-Bell    |                       |                                |                     |                    |                                                |                                            |                  |
| Emilia Harcourt                                |                    |                                         |                          |                   |                    |                       |                                                      |                         |                       |                                | Jennifer Holland    | Jennifer HollandC  | Jennifer HollandC                              |                                            | Jennifer Holland |
| Erich Ludendorff                               |                    |                                         |                          | Danny Huston      |                    |                       |                                                      |                         |                       |                                |                     |                    |                                                |                                            |                  |
| Etta Candy                                     |                    |                                         |                          | Lucy Davis        |                    |                       |                                                      |                         |                       |                                |                     |                    |                                                |                                            |                  |
| Eugene Choi                                    |                    |                                         |                          |                   |                    |                       | Ian Chen (Jovem)Ross Butler (Poderoso)               |                         |                       |                                |                     |                    | Ian Chen (Jovem)Ross Butler (Poderoso)         |                                            |                  |
| Faora                                          | Antje Traue        |                                         |                          |                   |                    |                       |                                                      |                         |                       |                                |                     |                    |                                                | Antje TraueU                               |                  |
| Floyd Lawton/ Pistoleiro                       |                    |                                         | Will Smith               |                   |                    |                       |                                                      |                         |                       |                                |                     |                    |                                                |                                            |                  |
| Freddy Freeman                                 |                    |                                         |                          |                   |                    |                       | Jack Dylan Grazer (Jovem)Adam Brody (Poderoso)       |                         |                       |                                |                     |                    | Jack Dylan Grazer (Jovem)Adam Brody (Poderoso) |                                            |                  |
| General Swanwick/J'onn J'onzz/Caçador de Marte | Harry Lennix       | Harry Lennix                            |                          |                   |                    |                       |                                                      |                         |                       | Harry Lennix                   |                     |                    |                                                |                                            |                  |
| General Zod                                    | Michael Shannon    | Michael Shannon                         |                          |                   |                    |                       |                                                      |                         |                       |                                |                     |                    |                                                | Michael ShannonU                           |                  |
| Griggs                                         |                    |                                         | Ike Barinholtz           |                   |                    |                       |                                                      |                         |                       |                                |                     |                    |                                                |                                            |                  |
| Harleen Quinzel Arlequina                      |                    |                                         | Margot Robbie            |                   |                    |                       |                                                      | Margot Robbie           |                       |                                | Margot Robbie       |                    |                                                |                                            |                  |
| Helena Bertinelli / Caçadora                   |                    |                                         |                          |                   |                    |                       |                                                      | Mary Elizabeth Winstead |                       |                                |                     |                    |                                                |                                            |                  |
| Henry Allen                                    |                    |                                         |                          |                   | Billy Crudup       |                       |                                                      |                         |                       | Billy Crudup                   |                     |                    |                                                | Ron Livingston                             |                  |
| Hespera                                        |                    |                                         |                          |                   |                    |                       |                                                      |                         |                       |                                |                     |                    | Helen Mirren                                   |                                            |                  |
| Hipólita                                       |                    |                                         |                          | Connie Nielsen    | Connie Nielsen     |                       |                                                      |                         | Connie Nielsen        | Connie Nielsen                 |                     |                    |                                                |                                            |                  |
| Inteligência Artificial Kryptoniana Kelor      | Carla Gugino       | Carla Gugino                            |                          |                   |                    |                       |                                                      |                         |                       | Carla Gugino                   |                     |                    |                                                |                                            |                  |
| Isabel Maru / Doutora Veneno                   |                    |                                         |                          | Elena Anaya       |                    |                       |                                                      |                         |                       |                                |                     |                    |                                                |                                            |                  |
| Ishmael Gregor / Sabbac                        |                    |                                         |                          |                   |                    |                       |                                                      |                         |                       |                                |                     | Marwan Kenzari     |                                                |                                            |                  |
| Íris West                                      |                    |                                         |                          |                   |                    |                       |                                                      |                         |                       | Kiersey Clemons                |                     |                    |                                                | Kiersey Clemons                            |                  |
| Jack O'Dwyer                                   | Mark Edward Taylor | Mark Edward Taylor                      |                          |                   |                    |                       |                                                      |                         |                       |                                |                     |                    |                                                |                                            |                  |
| James Gordon                                   |                    |                                         |                          |                   | J. K. Simmons      |                       |                                                      |                         |                       | J. K. Simmons                  |                     |                    |                                                |                                            |                  |
| Jesse Kane                                     |                    |                                         |                          |                   |                    | Michael Beach         |                                                      |                         |                       |                                |                     |                    |                                                |                                            |                  |
| Jimmy Olsen                                    |                    | Michael Cassidy                         |                          |                   |                    |                       |                                                      |                         |                       |                                |                     |                    |                                                |                                            |                  |
| John Economos                                  |                    |                                         |                          |                   |                    |                       |                                                      |                         |                       |                                | Steve Agee          |                    | Steve AgeeC                                    |                                            | Steve Agee       |
| Jonathan Kent                                  | Kevin Costner      | Kevin Costner                           |                          |                   |                    |                       |                                                      |                         |                       | Kevin Costner                  |                     |                    |                                                |                                            |                  |
| Jor-El                                         | Russell Crowe      | '                                       | '                        | '                 | '                  | '                     | '                                                    | '                       | '                     | '                              | '                   | '                  | '                                              | '                                          | '                |
| June Moone/ Magia                              |                    |                                         | Cara Delavingne          |                   |                    |                       |                                                      |                         |                       |                                |                     |                    |                                                |                                            |                  |
| Kal-El / Clark Kent Superman                   | Henry Cavill       | Henry Cavill                            |                          |                   | Henry Cavill       |                       | Ryan HadleyC                                         |                         |                       | Henry Cavill                   |                     | Henry CavillC      |                                                | Henry CavillANicholas CageU                | CGIC             |
| Kara Zol-El Supergirl                          |                    |                                         |                          |                   |                    |                       |                                                      |                         |                       |                                |                     |                    |                                                | Sasha CalleU                               |                  |
| Kalypso                                        |                    |                                         |                          |                   |                    |                       |                                                      |                         |                       |                                |                     |                    | Lucy Liu                                       |                                            |                  |
| Kent Nelson / Senhor Destino                   |                    |                                         |                          |                   |                    |                       |                                                      |                         |                       |                                |                     | Pierce Brosnan     |                                                |                                            |                  |
| Lara Lor-Van                                   | Ayelet Zurer       |                                         |                          |                   |                    |                       |                                                      |                         |                       |                                |                     |                    |                                                |                                            |                  |
| Lex Luthor                                     |                    | Jesse Eisenberg                         |                          |                   | Jesse Eisenberg    |                       |                                                      |                         |                       | Jesse Eisenberg                |                     |                    |                                                |                                            |                  |
| Lobo da Estepe                                 |                    | CGI                                     |                          |                   | Ciarán Hinds       |                       |                                                      |                         |                       | Ciarán Hinds                   |                     |                    |                                                |                                            |                  |
| Lois Lane                                      | Amy Adams          | Amy Adams                               |                          |                   | Amy Adams          |                       |                                                      |                         |                       | Amy Adams                      |                     |                    |                                                |                                            |                  |
| Mago Shazam                                    |                    |                                         |                          |                   |                    |                       | Djimon Hounsou                                       |                         |                       |                                |                     | Djimon HounsouC    | Djimon Hounsou                                 |                                            |                  |
| Mary Bromfield                                 |                    |                                         |                          |                   |                    |                       | Grace Caroline Currey(Jovem)Michelle Borth(Poderoso) |                         |                       |                                |                     |                    | Grace Caroline Currey                          |                                            |                  |
| Martha Kent                                    | Diane Lane         | Diane Lane                              |                          |                   | Diane Lane         |                       |                                                      |                         |                       | Diane Lane                     |                     |                    |                                                |                                            |                  |
| Martha Wayne                                   |                    | Lauren Cohan                            |                          |                   |                    |                       |                                                      |                         |                       |                                |                     |                    |                                                |                                            |                  |
| Maxine Hunkel / Cyclone                        |                    |                                         |                          |                   |                    |                       |                                                      |                         |                       |                                |                     | Quintessa Swindell |                                                |                                            |                  |
| Maxwell Lord                                   |                    |                                         |                          |                   |                    |                       |                                                      |                         | Pedro Pascal          |                                |                     |                    |                                                |                                            |                  |
| Mera                                           |                    |                                         |                          |                   | Amber Heard        | Amber Heard           |                                                      |                         |                       | Amber Heard                    |                     |                    |                                                |                                            |                  |
| Mercy Graves                                   |                    | Tao Okamoto                             |                          |                   |                    |                       |                                                      |                         |                       |                                |                     |                    |                                                |                                            |                  |
| Murk                                           |                    |                                         |                          |                   |                    | Ludi Lin              |                                                      |                         |                       |                                |                     |                    |                                                |                                            |                  |
| Nanaue / Tubarão-Rei                           |                    |                                         |                          |                   |                    |                       |                                                      |                         |                       |                                | Sylvester StalloneV |                    |                                                |                                            |                  |
| Nuidis Vulko                                   |                    |                                         |                          |                   |                    | Willem Dafoe          |                                                      |                         |                       | Willem Dafoe                   |                     |                    |                                                |                                            |                  |
| Orm Marius / Mestre do Oceano                  |                    |                                         |                          |                   |                    | Patrick Wilson        |                                                      |                         |                       |                                |                     |                    |                                                |                                            |                  |
| Pedro Peña                                     |                    |                                         |                          |                   |                    |                       | Jovan Armand (Jovem)D.J. Coltrona (Poderoso)         |                         |                       |                                |                     |                    | Jovan Armand (Jovem)D.J. Coltrona (Poderoso)   |                                            |                  |
| Perry White                                    | Laurence Fishburne | Laurence Fishburne                      |                          |                   |                    |                       |                                                      |                         |                       | Laurence Fishburne             |                     |                    |                                                |                                            |                  |
| Rei Nereus                                     |                    |                                         |                          |                   |                    | Dolph Lundgren        |                                                      |                         |                       |                                |                     |                    |                                                |                                            |                  |
| Rei Fisherman                                  |                    |                                         |                          |                   |                    | Djimon Hounsou        |                                                      |                         |                       |                                |                     |                    |                                                |                                            |                  |
| Renee Montoya                                  |                    |                                         |                          |                   |                    |                       |                                                      | Rosie Perez             |                       |                                |                     |                    |                                                |                                            |                  |
| Richard Hertz / Blackguard                     |                    |                                         |                          |                   |                    |                       |                                                      |                         |                       |                                | Pete Davidson       |                    |                                                |                                            |                  |
| Rick Flag                                      |                    |                                         | Joel Kinnaman            |                   |                    |                       |                                                      |                         |                       | Joel Kinnaman                  | Joel Kinnaman       |                    |                                                |                                            |                  |
| Robert DuBois / Sanguinário                    |                    |                                         |                          |                   |                    |                       |                                                      |                         |                       |                                | Idris Elba          |                    |                                                |                                            |                  |
| Roman Sionis / Máscara Negra                   |                    |                                         |                          |                   |                    |                       |                                                      | Ewan McGregor           |                       |                                |                     |                    |                                                |                                            |                  |
| Sameer/Falcão Negro                            |                    | Saïd Taghmaoui                          |                          | Saïd Taghmaoui    |                    |                       |                                                      |                         |                       |                                |                     |                    |                                                |                                            |                  |
| Senadora Finch                                 |                    | Holly Hunter                            |                          |                   |                    |                       |                                                      |                         |                       |                                |                     |                    |                                                |                                            |                  |
| Silas Stone                                    |                    | Joe MortonC                             |                          |                   | Joe Morton         |                       |                                                      |                         |                       | Joe Morton                     |                     |                    |                                                |                                            |                  |
| Stephen Shin                                   |                    |                                         |                          |                   |                    | Randall Park          |                                                      |                         |                       |                                |                     |                    |                                                |                                            |                  |
| Steve Trevor                                   |                    | Chris PineF                             |                          | Chris Pine        |                    |                       |                                                      |                         | Chris Pine            |                                |                     |                    |                                                |                                            |                  |
| Solsoria                                       |                    |                                         |                          |                   |                    |                       |                                                      |                         |                       |                                | Alice Braga         |                    |                                                |                                            |                  |
| Slade Wilson/ Exterminador                     |                    |                                         |                          |                   | Joe Manganiello    |                       |                                                      |                         |                       | Joe Manganiello                |                     |                    |                                                |                                            |                  |
| TDK                                            |                    |                                         |                          |                   |                    |                       |                                                      |                         |                       |                                | Nathan Fillion      |                    |                                                |                                            |                  |
| Tatsu Yamashiro/ Katana                        |                    |                                         | Karen Fukuhara           |                   |                    |                       |                                                      |                         |                       |                                |                     |                    |                                                |                                            |                  |
| Thet-Adam Adão Negro                           |                    |                                         |                          |                   |                    |                       |                                                      |                         |                       |                                |                     | Dwayne Johnson     |                                                |                                            |                  |
| Thomas Wayne                                   |                    | Jeffrey Dean Morgan                     |                          |                   |                    |                       |                                                      |                         |                       |                                |                     |                    |                                                |                                            |                  |
| Thomas Curry                                   |                    |                                         |                          |                   |                    | Temuera Morrison      |                                                      |                         |                       |                                |                     |                    |                                                | Temuera MorrisonU                          |                  |
| Tyla                                           |                    |                                         |                          |                   |                    |                       |                                                      |                         |                       |                                |                     |                    |                                                |                                            |                  |
| Uxas/Darkseid                                  |                    |                                         |                          |                   |                    |                       |                                                      |                         |                       | Ray Porter                     |                     |                    |                                                |                                            |                  |
| Victor Stone Ciborgue                          |                    | Ray Fisher                              |                          |                   | Ray Fisher         |                       |                                                      |                         |                       | Ray Fisher                     |                     |                    |                                                |                                            |                  |
| Victor Zsasz                                   |                    |                                         |                          |                   |                    |                       |                                                      | Chris Messina           |                       |                                |                     |                    |                                                |                                            |                  |
| Waylon Jones/Crocodilo                         |                    |                                         | Adewale Akinnuoye-Agbaje |                   |                    |                       |                                                      |                         |                       |                                |                     |                    |                                                |                                            |                  |
| Zeus                                           |                    |                                         |                          | CGI               | Sergi Constance    |                       |                                                      |                         |                       |                                |                     |                    |                                                |                                            |                  |

## Recepção

### Bilheteria
| Filme                              | Lançamento (EUA)       | Bilheteria (em dólar)   | Bilheteria (em dólar) | Bilheteria (em dólar) | Orçamento        | Ref.            |
| Filme                              | Lançamento (EUA)       | Estados Unidos e Canadá | Outros territórios    | Mundial               | Orçamento        | Ref.            |
| ---------------------------------- | ---------------------- | ----------------------- | --------------------- | --------------------- | ---------------- | --------------- |
| Man of Steel                       | 14 de junho de 2013    | $291 045 518            | $379 100 000          | $670 145 518          | $225 milhões     | [ 124 ]         |
| Batman v Superman: Dawn of Justice | 25 de março de 2016    | $330 360 194            | $544 002 609          | $874 362 803          | $250 milhões     | [ 125 ]         |
| Suicide Squad                      | 5 de agosto de 2016    | $325 100 054            | $424 100 000          | $749 200 054          | $175 milhões     | [ 126 ]         |
| Wonder Woman                       | 2 de junho de 2017     | $412 845 172            | $411 125 510          | $823 970 682          | $149 milhões     | [ 127 ]         |
| Justice League                     | 17 de novembro de 2017 | $229 024 295            | $432 302 692          | $661 326 987          | $300 milhões     | [ 128 ]         |
| Aquaman                            | 21 de dezembro de 2018 | $335 104 314            | $816 924 079          | $1 152 028 393        | $160-200 milhões | [ 129 ]         |
| Shazam!                            | 5 de abril de 2019     | $140 480 049            | $227 318 962          | $367 799 011          | $100 milhões     | [ 130 ]         |
| Birds of Prey                      | 7 de fevereiro de 2020 | $84 172 791             | $121 200 000          | $205 372 791          | $85 milhões      | [ 131 ]         |
| Wonder Woman 1984                  | 25 de dezembro de 2020 | $46 801 036             | $122 800 000          | $169 601 036          | $200 milhões     | [ 132 ]         |
| The Suicide Squad                  | 5 de agosto de 2021    | $55 817 425             | $112 900 000          | $168 717 425          | $185 milhões     | [ 133 ]         |
| Black Adam                         | 21 de outubro de 2022  | $168 152 111            | $225 300 000          | $393 452 111          | $195 milhões     | [ 134 ]         |
| Shazam! Fury of the Gods           | 17 de março de 2023    | $57 638 006             | $76 400 000           | $133 783 006          | $125 milhões     | [ 135 ]         |
| The Flash                          | 16 de junho de 2023    | $108 133 313            | $163 200 000          | $271 333 313          | $200 milhões     | [ 136 ] [ 137 ] |
| Blue Beetle                        | 18 de agosto de 2023   | $72 488 072             | $58 300 000           | $130 788 072          | $104 milhões     | [ 138 ]         |
| Aquaman and the Lost Kingdom       | 22 de dezembro de 2023 | $124 481 226            | $309 900 000          | $434 381 226          | $205 milhões     | [ 139 ]         |
| Total                              | Total                  | $2 781 643 576          | $4 424 873 852        | $7 206 517 428        | $2,657 bilhões   | [ 140 ] [ 141 ] |

### Crítica
| Filme                                   | Crítica            | Crítica          | Público     |
| Filme                                   | Rotten Tomatoes    | Metacritic       | CinemaScore |
| --------------------------------------- | ------------------ | ---------------- | ----------- |
| O Homem de Aço                          | 56% (344 críticas) | 55 (47 críticas) | A-          |
| Batman vs Superman: A Origem da Justiça | 29% (439 críticas) | 44 (51 críticas) | B           |
| Esquadrão Suicida                       | 26% (394 críticas) | 40 (53 críticas) | B+          |
| Mulher-Maravilha                        | 93% (480 críticas) | 76 (50 críticas) | A           |
| Liga da Justiça                         | 39% (411 críticas) | 45 (52 críticas) | B+          |
| Aquaman                                 | 65% (414 críticas) | 55 (50 críticas) | A-          |
| Shazam!                                 | 90% (421 críticas) | 71 (53 críticas) | A           |
| Aves de Rapina                          | 78% (445 críticas) | 60 (59 críticas) | B+          |
| Mulher Maravilha 1984                   | 58% (451 críticas) | 60 (58 críticas) | B+          |
| Liga da Justiça de Zack Snyder          | 72% (312 críticas) | 54 (46 críticas) | —           |
| O Esquadrão Suicida                     | 90% (382 críticas) | 72 (55 críticas) | B+          |
| Black Adam                              | 38% (304 críticas) | 41 (52 críticas) | B+          |
| Shazam! Fúria dos Deuses                | 49% (258 críticas) | 47 (49 críticas) | B+          |
| The Flash                               | 63% (387 críticas) | 55 (55 críticas) | B           |
| Blue Beetle                             | 78% (274 críticas) | 61 (52 críticas) | B+          |
| Aquaman and the Lost Kingdom            | 34% (201 críticas) | 42 (43 críticas) | B           |

### Prêmios
No Oscar 2017, Esquadrão Suicida ganhou o Oscar de melhor maquiagem e penteados.
| Filme                                   | Prêmios (IMDb) Todas as Vitórias e Indicações Recebidas | Prêmios (IMDb) Todas as Vitórias e Indicações Recebidas | Ref.    |
| Filme                                   | Vitórias                                                | Indicações                                              | Ref.    |
| --------------------------------------- | ------------------------------------------------------- | ------------------------------------------------------- | ------- |
| O Homem de Aço                          | 3                                                       | 17                                                      | [ 182 ] |
| Batman vs Superman: A Origem da Justiça | 5                                                       | 22                                                      | [ 183 ] |
| Esquadrão Suicida                       | 8                                                       | 31                                                      | [ 184 ] |
| Mulher-Maravilha                        | 27                                                      | 53                                                      | [ 185 ] |
| Liga da Justiça                         | 2                                                       | 12                                                      | [ 186 ] |
| Aquaman                                 | 1                                                       | 24                                                      | [ 187 ] |
| Shazam!                                 | 1                                                       | 12                                                      | [ 188 ] |
| Aves de Rapina                          | 2                                                       | 3                                                       | [ 189 ] |
| Total                                   | 49                                                      | 174                                                     |         |

## Música

### Trilhas sonoras dos filmes
| Título                                                                  | Data de lançamento nos U.S. | Duração                             | Gravadora        |
| ----------------------------------------------------------------------- | --------------------------- | ----------------------------------- | ---------------- |
| Man of Steel: Original Motion Picture Soundtrack                        | 11 de junho de 2013         | - 87:49 - 118:18 (Deluxe Edition)   | WaterTower Music |
| Batman v Superman: Dawn of Justice (Original Motion Picture Soundtrack) | 18 de março de 2016         | - 71:35 - 90:27 (Deluxe Edition)    | WaterTower Music |
| Suicide Squad: The Album                                                | 5 de agosto de 2016         | - 50:57 - 60:49 (Collector Edition) | Atlantic         |
| Suicide Squad: Original Motion Picture Score                            | 5 de agosto de 2016         | - 72:33 - 93:38 (Digital Edition)   | WaterTower Music |
| Wonder Woman: Original Motion Picture Soundtrack                        | 2 de junho de 2017          | 78:38                               | WaterTower Music |
| Justice League: Original Motion Picture Soundtrack                      | 10 de novembro de 2017      | 101:22                              | WaterTower Music |
| Aquaman: Original Motion Picture Soundtrack                             | 21 de dezembro de 2018      | 65:02                               | WaterTower Music |
| Shazam!: Original Motion Picture Soundtrack                             | 5 de abril de 2019          | 73:13                               | WaterTower Music |
| Birds of Prey: The Album                                                | 7 de fevereiro de 2020      | 42:52                               | Atlantic         |
| Birds of Prey: Original Motion Picture Score                            | 14 de fevereiro de 2020     | 62:01                               | WaterTower Music |
| Wonder Woman 1984: Original Motion Picture Soundtrack                   | 16 de dezembro de 2020      | 90:23                               | WaterTower Music |

### Singles
| Título                           | Data(s) da Publicação  | Duração | Artista(s)                                                                    | Gravadora        | Filme          |
| -------------------------------- | ---------------------- | ------- | ----------------------------------------------------------------------------- | ---------------- | -------------- |
| "Heathens"                       | 16 de junho de 2016    | 3:15    | Twenty One Pilots                                                             | Atlantic Records | Suicide Squad  |
| "Sucker for Pain"                | 24 de junho de 2016    | 4:04    | Lil Wayne, Wiz Khalifa, Imagine Dragons, Logic, Ty Dolla $ign e X Ambassadors | Atlantic Records | Suicide Squad  |
| "Purple Lamborghini"             | 22 de julho de 2016    | 3:35    | Skrillex e Rick Ross                                                          | Atlantic Records | Suicide Squad  |
| "Gangsta"                        | 1 de agosto de 2016    | 2:57    | Kehlani                                                                       | Atlantic Records | Suicide Squad  |
| "To Be Human"                    | 25 de maio de 2017     | 4:01    | Sia e Labrinth                                                                | WaterTower Music | Wonder Woman   |
| "Come Together"                  | 8 de setembro de 2017  | 3:13    | Gary Clark Jr. e Junkie XL                                                    | WaterTower Music | Justice League |
| "Everybody Knows"                | 10 de novembro de 2017 | 4:25    | Sigrid                                                                        | WaterTower Music | Justice League |
| "Everything I Need"              | 14 de dezembro de 2018 | 3:16    | Skylar Grey                                                                   | WaterTower Music | Aquaman        |
| "Diamonds"                       | 10 de janeiro de 2020  | 3:19    | Megan Thee Stallion e Normani                                                 | Atlantic         | Birds of Prey  |
| "Joke's On You"                  | 17 de janeiro de 2020  | 3:04    | Charlotte Lawrence                                                            | Atlantic         | Birds of Prey  |
| "Boss Bitch"                     | 24 de janeiro de 2020  | 2:14    | Doja Cat                                                                      | Atlantic         | Birds of Prey  |
| "Sway With Me"                   | 31 de janeiro de 2020  | 2:48    | Saweetie e GALXARA                                                            | Atlantic         | Birds of Prey  |
| "Experiment on Me"               | 7 de fevereiro de 2020 | 3:35    | Halsey                                                                        | Atlantic         | Birds of Prey  |
| "Sway With Me (GALXARA Version)" | 1 de maio de 2020      | 2:33    | GALXARA                                                                       | Atlantic         | Birds of Prey  |

## Outras mídias

### Livros
| Título                                          | Data da(s) Publicação(ões) | Escitor(es)    | Notas                                                       |
| ----------------------------------------------- | -------------------------- | -------------- | ----------------------------------------------------------- |
| Man of Steel: The Early Years                   | 30 de abril de 2013        | Lucy Rosen     | Livro infantil tie-in de Man of Steel.                      |
| Man of Steel: The Official Movie Novelization   | 25 de junho de 2013        | Greg Cox       | Novelização do filme                                        |
| Batman v Superman: Dawn of Justice - Cross Fire | 16 de fevereiro de 2016    | Michael Kogge  | Livro tie-in prelúdio de Batman v Superman: Dawn of Justice |
| Suicide Squad: The Official Movie Novelization  | 5 de agosto de 2016        | Marv Wolfman   | Novelização do filme                                        |
| Wonder Woman: The Junior Novel                  | 30 de maio de 2017         | Steve Korte    | Novelização do filme                                        |
| Wonder Woman: The Official Movie Novelization   | 6 de junho de 2017         | Nancy Holder   | Novelização do filme                                        |
| Aquaman: The Junior Novel                       | 6 de novembro de 2018      | Jim McCann     | Novelização do filme                                        |
| Aquaman: Arthur’s Guide to Atlantis             | 6 de novembro de 2018      | Alexandra West | Livro guia                                                  |
| Aquaman: Undertow                               | 6 de novembro de 2018      | Steve Behling  | Livro tie-in prelúdio de Aquaman                            |
| Shazam!: The Junior Novel                       | 26 de fevereiro de 2019    | Calliope Glass | Novelização do filme                                        |
| Shazam!: Freddy's Guide to Super Hero-ing       | 26 de fevereiro de 2019    | Steve Behling  | Livro guia                                                  |
| Wonder Woman 1984: The Junior Novel             | 7 de julho de 2020         | Calliope Glass | Novelização do filme                                        |
| Wonder Woman 1984: Truth, Love & Wonder         | Alexandra West             | Livro          |                                                             |

### Revistas em quadrinhos
| Título                                                            | Edições | Data da publicação                     | Escritor(es)                                                        | Artista(s)                                                  | Notas                                                                       |
| ----------------------------------------------------------------- | ------- | -------------------------------------- | ------------------------------------------------------------------- | ----------------------------------------------------------- | --------------------------------------------------------------------------- |
| Man of Steel Prequel                                              | 1       | 18 de maio de 2013                     | Sterling Gates                                                      | Jerry Ordway                                                | Quadrinhos Digital Promocional do Walmart                                   |
| Warner Bros. Pictures Presents Batman v Superman: Dawn of Justice | 5       | 28 de janeiro de 2016                  | Christos Gage                                                       | Joe Bennet                                                  | Quadrinhos Digital Prelúdio Promocional do Dr Pepper                        |
| General Mills Presents Batman v Superman: Dawn of Justice         | 4       | 28 de fevereiro de 2016                | Jeff Parker, Christos Gage, Marguerite Bennett e Joshua Williamson. | R.B. Silva, Federico Dallochio, Marcus To e Eduardo Pansica | Mini-Quadrinhos Prelúdio Promocional que apareceram no cereal General Mills |
| Batman v Superman: Dawn of Justice – Upstairs/Downstairs          | 1       | 29 de fevereiro de 2016                | Christos Gage                                                       | Joe Bennet                                                  | Quadrinhos Digital Prelúdio Promocional do Doritos e Walmart                |
| Suicide Squad: Suicide Blonde                                     | 1       | 2 de junho de 2016                     | Tony Bedard                                                         | Tom Derenick; Juan Albarran; Hi-Fi; Lori Jackson            | Quadrinhos Prelúdio Promocional da tinta para cabelo Splat Hair Dye         |
| Mercedes-Benz Presents Justice League                             | 6       | 20 de outubro - 15 de novembro de 2017 | Adam Schlagman                                                      | Jason Badower                                               | Quadrinhos Digital Promocional da Mercedes-Benz                             |

### Mangás
| Título                              | Edições | Data da publicação  | Escritor(es)     | Artista(s)       | Notas                                                               | Ref.    |
| ----------------------------------- | ------- | ------------------- | ---------------- | ---------------- | ------------------------------------------------------------------- | ------- |
| Batman and the Justice League       | 1       | 19 de junho de 2017 | Shiori Teshirogi | Shiori Teshirogi | Mangá promocional publicado na revista shōnen Champion Red no Japão | [ 208 ] |
| Justice League Origin: Wonder Woman | 1       | 19 de junho de 2017 | Shiori Teshirogi | Shiori Teshirogi | Mangá promocional publicado na revista shōnen Champion Red no Japão | [ 209 ] |

### Jogos eletrônicos
| Título                                     | Data(s) de Lançamento | Editor(es)                             | Notas                                                                               | Ref.    |
| ------------------------------------------ | --------------------- | -------------------------------------- | ----------------------------------------------------------------------------------- | ------- |
| Man of Steel                               | 14 de Junho de 2013   | Warner Bros. International Enterprises | Jogos eletrônicos tie-in de Man of Steel.                                           | [ 210 ] |
| Kellogg's Man of Steel                     | 19 de Abril de 2013   | Catapult Marketing                     | Jogos eletrônicos tie-in de Man of Steel.                                           | [ 211 ] |
| Batman vs Superman: Who Will Win?          | 16 de Março de 2016   | Warner Bros. International Enterprises | Corrida interminável; jogo eletrônico tie-in de Batman v Superman: Dawn of Justice. | [ 212 ] |
| Suicide Squad: Special Ops                 | 19 de Julho de 2016   | Warner Bros. International Enterprises | Tiro em primeira pessoa; jogo eletrônico tie-in de Suicide Squad.                   | [ 213 ] |
| Wonder Woman: Rise of the Warrior          | 23 de Maio de 2017    | Warner Bros. International Enterprises | Corrida interminável; jogo eletrônico tie-in de Wonder Woman.                       | [ 214 ] |
| Justice League VR: The Complete Experience | 5 de Dezembro de 2017 | Warner Bros. International Enterprises | Realidade virtual; jogo eletrônico tie-in de Justice League.                        | [ 215 ] |